# موسى
مُوسَى (بالعبرية: מֹשֶׁה، نقحرة: مۆشيه، أصد:‎/moʃe(h)/‏)، حسب التوراة وهي أقدم مرجع معروف عن موسى، هو نبي وقائد خروج بني إسرائيل من مصر «أرض العبودية»، ومشرّع هام. تأتي الوصايا العشر التي تلقفها منقوشة على لوحين في جبل حوريب في قمة الآثار المرتبطة به، والتي تشكل الأساس التشريعي الأبرز في التراث اليهودي المسيحي. ينتسب موسى إلى سبط لاوي بن يعقوب،خر 1:2] وإذ ولد وقضى طفولته وشبابه في مصر في كنف آل فرعون، دعي «بالرجل المصري».خر 19:2] ارتبط ذكر موسى، بذكر شقيقه الأكبر هارون، والذي كان نبيًا مثله، ومعاونًا له في رسالته، ومؤسسًا للسلالة الكهنوتية اليهودية التي استمرت حتى عهد الملك سليمان ثم على رتبة هارون حتى ذريته لغاية اندثار الهيكل الثاني في القرن الأول للميلاد. اشتهر من آل موسى عدد من الشخصيات الكتابية الأخرى مثل مريم أخته الكبرى، وصفورة زوجته الأولى ابنة كاهن مديان، وجرشوم بكره. بكل الأحوال، فإن موسى ترك خلافته في قيادة بني إسرائيل إلى يشوع بن نون بناءً على أمر إلهي.تث 9:34] تنسب التوراة إلى موسى عددًا وافرًا من المعجزات، كشقّ البحر الأحمر، والعصا التي تحولت إلى أفعى، وضرب مصر بالضربات العشر. وتذكر التقاليد الدينية اليهودية أن جسد موسى نقل إلى السماء على يد ملائكة إكرامًا له بعد وفاته، كي لا يعتري الفساد جسده، وهو ما يؤكده العهد الجديد؛ علمًا أن الأمر ذاته حصل بطرق متنوعة مع آخرين كإيليا والمسيح. وفاة موسى جائت وهو «ابن مئة وعشرين سنة، ولم تكل عينه ولا ذهبت نضارته»،تث 7:34] ويقسم عمر موسى إلى ثلاث أربعينات، الأولى في مصر، والثانية في مدين، والثالثة في قيادة خروج بني إسرائيل. وصف موسى بالحسن والجمال منذ طفولته،خر 2:2] أما على الصعيد الديني فقد وصف «بالأمين في كل بيت الله»،تث 10:34] و«رجل الله».تث 1:23.] يعتبر موسى أيضًا نبيًّا من أولي العزم من الرسل في الإسلام، والشخصية الأكثر ذكرًا في القرآن.
لا وجود لدليل تاريخي مستقل يدعم إثبات وجود موسى، لذا فقد نحا بعض ملاحدة النقاد اعتباره شخصية اخترعها الفكر الديني اليهودي زمن السبي البابلي، نظرًا لتشابه قصة انتشال موسى مع تقليد حول انتشال سرجون الأكادي، أنصار هذا الرأي يعتبرون موسى أسطورة أصل لتفسير أصل الشعب اليهودي، غير أن عددًا آخر من الباحثين دافعوا عن تاريخية موسى بنسب متفاوتة وبدلائل شتى، من بينها استحالة فهم تاريخ بني إسرائيل في حال إنكار تاريخية موسى أو تاريخية الخروج من مصر.
على صعيد حصر الأحداث الموسوية في حقبة زمنية معينة، فإنّ الربانيين اليهود قد حددوا الفترة ما بين 1391 - 1271 قبل الميلاد فترةً للنشاط الموسوي، بعض المراجع الأخرى المسيحية واليهودية تفترض تاريخًا أحدث أو أقدم لما اقترحه الربانيون؛ فتعيده للقرن الخامس عشر أو تقربه للقرن الحادي عشر قبل الميلاد؛ ولعل الفراعنة تحتمس الثالث ورمسيس الثاني ومرنبتاح هم الأكثر ترجيحًا لأن يكون أحدهم فرعون موسى.

## أصل التسمية
يفسر سفر الخروج معنى اسم موسى بالعودة إلى الجذر السامي م-ش-ح بمعنى «يسحب» أو بالأحرى «يسحب من الماء» في إشارة ضمنية كذلك إلى قيادته لبني إسرائيل من عبودية مصر. ويفسر كل من يوسفوس وفيلو الإسكندري بالعودة إلى القبطية الاسم بمعنى «المخلَّص من الماء»، غير أنه من الواضح أن هذا التفسير يعتمد على النسخة الإغريقية من الاسم "Μωυσής" حيث تعني «مو» ماء و-«إيسيس» مخلَّص. يتفق أغلب الباحثين حاليا أن موسى اسم ثيوفوري مصري قديم مكون من «مسي» بمعنى «يوَلِّد» مضاف إليه اسم إله، على سبيل المثال «پتاح-موسي» أي پتاح يوَلِّد.

## حياته في التوراة

### الميلاد والطفولة والشباب
ولد موسى في مصر منتسبًا إلى بني إسرائيل في الجيل الرابع بعد الهجرة إلى مصر في زمن النبي يوسف طبقًا لسلاسل أنساب التوراة؛ والتي تحدد بأن لاوي ابن يعقوب والذي يمثل الجيل الأول من الهجرة، له ابن هو قهات، الذي ولد عمرام الذي يمثل الجيل الثالث من الهجرة،عد 57:26] والذي تزوّج بنسيبته يوكابد من بنات لاوي أيضًا، وأنجبت منه موسى ثالث أولادها وأصغرهم، والفرق بالسن بين موسى وهارون ثلاث سنوات. تمت ولادة موسى، حسب القصة التوراتية في ظروف صعبة، فبعد أربعة أجيال من هجرة آل يعقوب إلى مصر «أثمروا وتوالدوا ونموا وكثروا جدًا»،خر 7:1] مما سبب خوفًا لملك مصر خشية انضمامهم للأعداء حال اندلاع حرب أو منازعتهم في ملك الأرض، لذلك أمر الملك باستعبادهم «ومرّروا حياتهم بعبودية قاسية».خر 15:1] لاحقًا، أمر الملك القابلات بقتل الذكور من بني إسرائيل تخلصًا منهم وضبطًا لنموهم العددي، وإذ كان أمر الملك نافذًا، ولد موسى، فتخوفت أم موسى عليه، فخبأته لثلاثة أشهر، وإذ عجزت عن مواراته مدة أطول، وضعته في سلّ من القصب وطلته بالزفت، وخبأته بين حشائش حافة النهر، ثم أوفدت مريم أخته الكبرى لحراسته.خر 4:2] غير أنّ ابنة فرعون، إذ قصدت النهر لتغتسل مع جواريها، وجدت السلّة «ورقّ قلبها»،خر 6:2] لموسى فاعتنت به، وإذ أبى الطفل الرضاعة تدخلت مريم أخته الكبرى سائلة بنت فرعون أن تجلب أمّ الصبي لترضعه، فأرضعته لقاء أجر. ومكث الطفل فترة الرضاعة والطفولة في بيت أهله، وبعد فطمه استقرّ في منزل ابنة فرعون، التي دعته «موسى» والتي تعني حرفيًا المنتشل من الماء.خر 10:2]

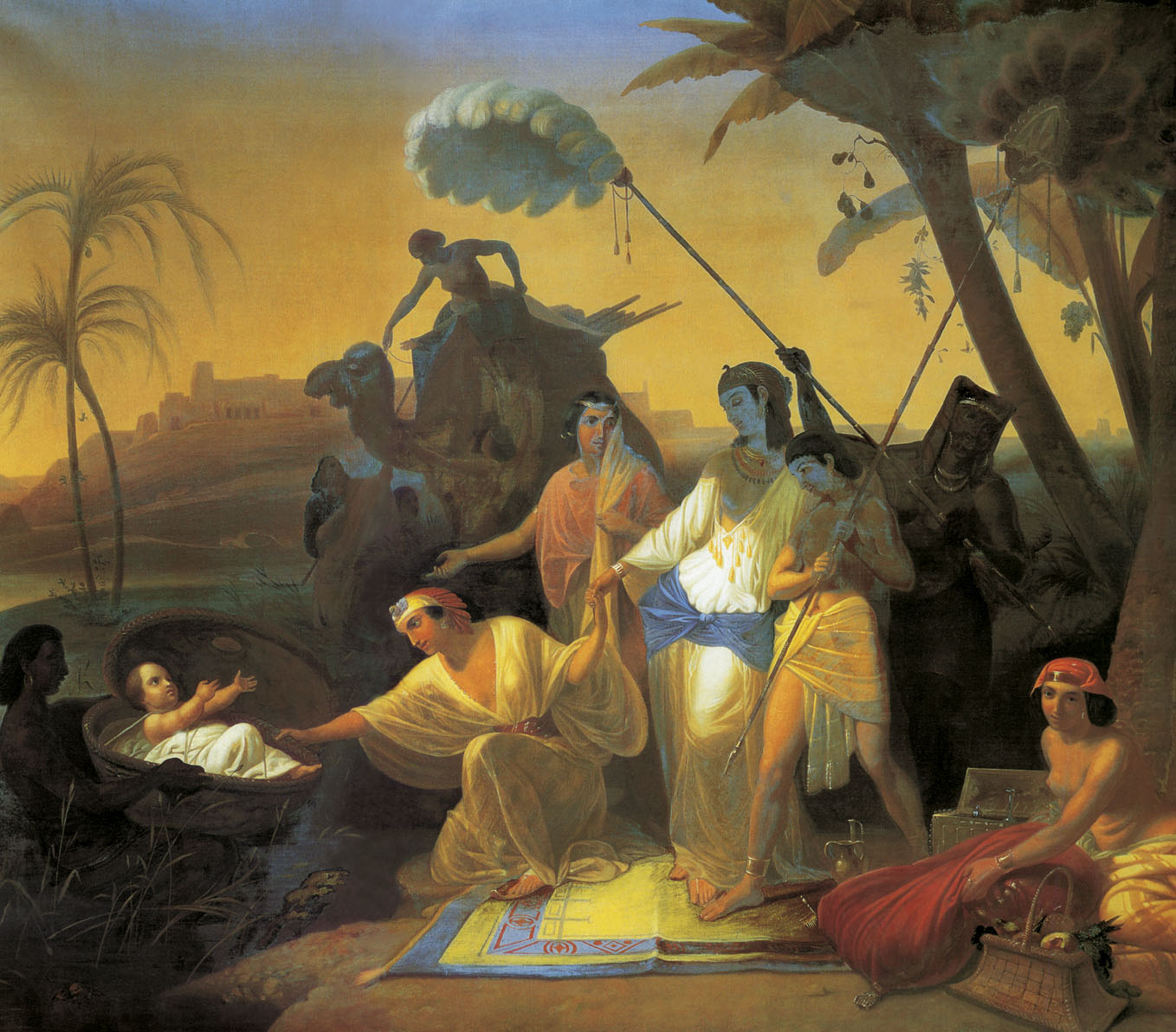
انتشال موسى من النهر، بريشة فلافيسكي، القرن التاسع عشر.

رغم تربية موسى المصريّة، لم ينس جذوره العبرانيّة أو بني قومه. كانت نقطة الافتراق الكتابية بين موسى وآل فرعون حين خرج موسى «ليتفقد أحوال إخوته»، فرأى رجلًا مصريًّا يضرب رجلًا عبرانيًّا، فقتل المصري ودفنه في الرمل في ذات الموضع، غير أن الحادث قد انكشف، وأدرك موسى الأمر في اليوم التالي، إذ سمع أن فرعون أمر أن يُقتل، فهرب من مصر إلى أرض مديان، والتي تقابل في المعايير المعاصرة الأقصى الجنوبي الشرقي لشبه جزيرة سيناء، وإذ جلس عند البئر، حمى سبع فتيات من مضايقات الرعاة، ثم سقى غنمهنّ، فما كان من والدهنّ المدعو يثرون - والملقب أيضًا كتابيًا رعوئيل أي صديق الله - وهو كاهن مديان، إلا أنّ زوّج موسى إحدى بناته صفّورة، والتي ولدت لموسى بكره جرشوم.خر 21:2] وإذ استقرّ موسى في مديان، عمل راعيًا لغنم حموه، وبكل الأحوال فإن التوراة تذكر أن موسى استمرّ يعتبر نفسه «نزيلاً في أرض غريبة».خر 22:2]

### حديث العليقة

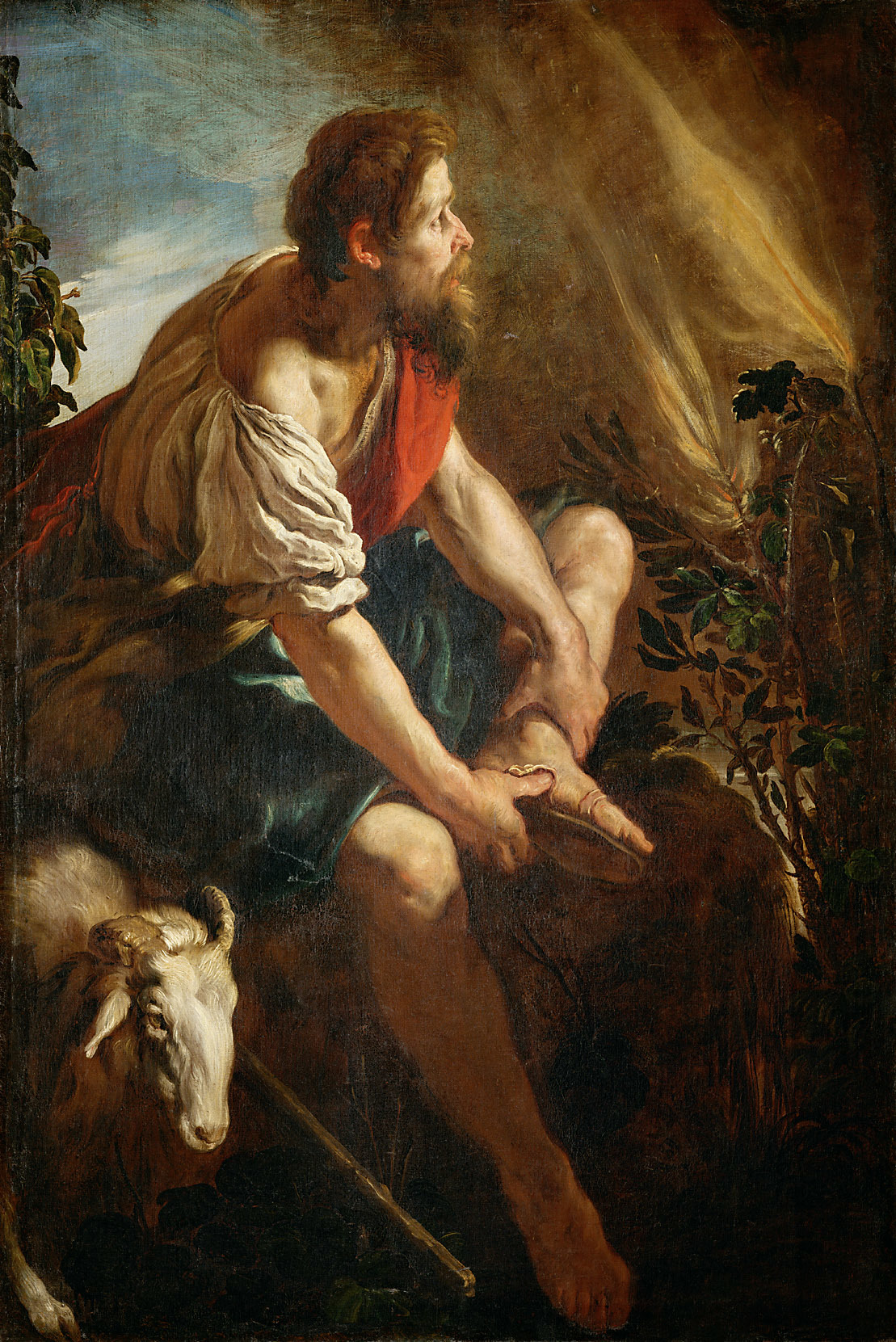
موسى يخلع نعليه عند العليقة الملتهبة؛ بريشة دومنيكو فيتي، القرن السابع عشر.

يعتبر حديث العليقة واحدًا من أهم النصوص الكتابية في التراث اليهودي - المسيحي، وقد ذكره فيما بعد المسيح مجددًا. أهمية النص تكمن في أنه كشف عن "الاسم الأعظم" لله في التراث اليهودي على وجه الخصوص: "أنا هو الكائن - أي يهوه - الكائن بذاته تترجم في العربية إلى القيوم وتشابه صفة الغني أيضًا. كما أنه يعتبر انطلاق إرسالية موسى. حسب الرواية التوراتية، فإنه بينما كان موسى يرعى الغنم كعادته، ساق الغنم إلى جبل حوريب، فرأى شجرة عليق تشتعل بها النار دون أن تحترق، وحين رآها خرج الصوت من وسط العليقة: «وقال، موسى موسى، فقال ها أنذا، فقال لا تقترب إلى ههنا، واخلع نعليك من رجليك، لأن الموضع الذي أنت واقف عليه أرض مقدسة»،خر 4:3] وبحسب النص التوراتي، فإن موسى قد استشعر الخوف، فأخبره الإله بوظيفته وهي إرساله إلى فرعون ليطلق بني إسرائيل: «هلمّ فأرسلك إلى فرعون تخرج شعبي بني إسرائيل من مصر»،خر 10:3] حسب الرواية، فإن موسى سأل الله عن اسمه فأجابه "أنا هو الكائن" أي يهوه وتختصر أيضًا إلى "أنا هو". وحين طلب موسى علامة يثبت بها لبني إسرائيل صدق دعوته عندما يدعوهم، قدّم الله له معجزتين الأولى عصا الراعي الخاصة به إذا ما رماها على الأرض غدت أفعى، وإذا عاد وأمسك بذيلها رجعت عصا؛ والثانية أن يدخل موسى يده في جحره فإذا أخرجها كانت "برصاء مثل الثلج" وإذا ردها إلى القميص وسحبها مجددًا عادت سليمة. تحجج موسى، بأنه «ثقيل الفم واللسان»،خر 10:4] ولمؤازرته في مهمته كلّف معه أخاه هارون، وبذلك اكتملت شروط دعوة موسى وإرساليته النبوية.
تمّ حديث العليقة بعد استقرار موسى في أرض مدين، زمنًا كافيًا كي يموت جميع من طلب نفس موسى، الذي قفل راجعًا إلى موطنه من مدين مصطحبًا زوجته وابنه الذي ختنه في الطريق، وعند عودته «مضى موسى وهارون وجمعا شيوخ بني إسرائيل، فتكلم هارون بجميع الكلام الذي كلّم الرب موسى به، وصنع الآيات أمام عيون الشعب، فآمن الشعب، ولما سمعوا أن الرّب افتقد بني سرائيل، وأنه نظر مذلتهم، خرّوا وسجدوا».خر 29:4]

### مواجهة فرعون، الفصح

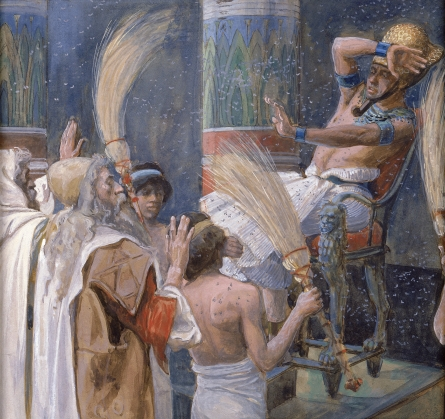
الضربة الرابعة من ضربات مصر، بغزو الذباب قوم فرعون، بريشة جيمس تيسوت، القرن التاسع عشر.

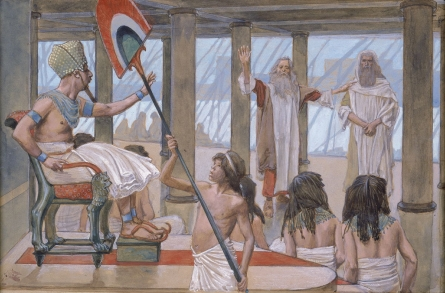
فرعون مصر يتحدث إلي موسي، المتحف اليهودي في نيويورك.

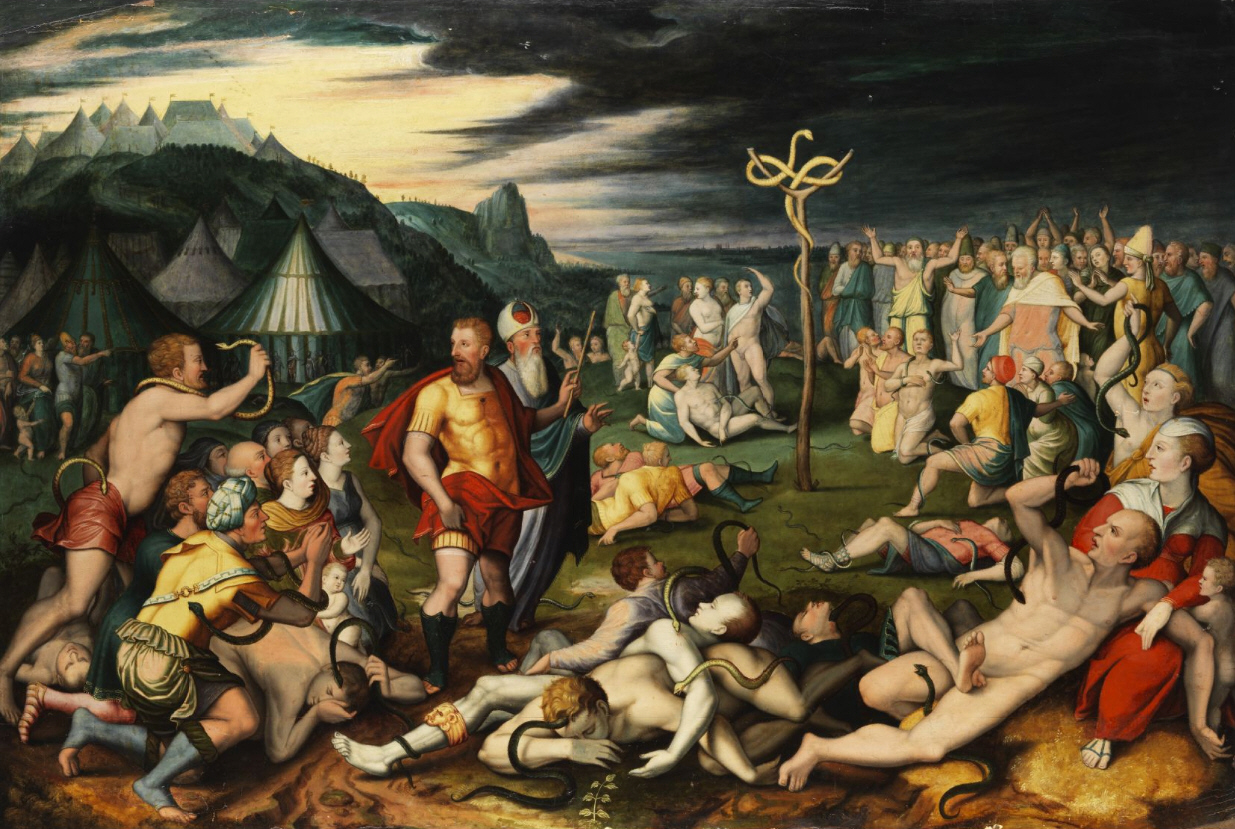
موسي يحول عصاه لحية تتحرك.

كان الله قد أخبر موسى بعيد حديث العليقة: «إني أغلظت قلبه [قلب فرعون] وقلوب عبيده، لكي أصنع آياتي هذه بينهم. ولكي تخبر في مسامع ابنك وابن ابنك بما عملته في مصر، وبآياتي التي صنعتها بينهم. فتعلمون أني أنا الرّب». إثر اللقاء الأول بين موسى وفرعون، والذي طلب فيه موسى إطلاق بني إسرائيل ثلاث أيام ليعبدوا الرب ويقدموا ذبائحًا تكريمًا له في البرية، لم يرفض فرعون فحسب، بل أمر بتشديد العمل على بني إسرائيل، فبدلًا من تقديم التبن للعمال جاهزًا لإعداد لبن البناء، بات من الواجب أن يحضروا التبن بأنفسهم دون أن تنقص كمية لبن البناء في اليوم، مما سبب تذمر الشعب.خر 19:5] تزامنًا، كانت الضربات العشرة التي نزلت على قوم فرعون قد بدأت، فخلال اللقاء الأول لم يؤمن فرعون رغم معجزة العصا التي تحولت إلى ثعبان والتي جرت أمام ناظريه، على الرغم من فشل سحرة مصر في مضاهاة المعجزة. وفي اللقاء الثاني، ضرب موسى النهر بعصاه فحوله إلى دم غير أنّ «اشتدّ قلب فرعون فلم يسمع لهما»،خر 5:7] وبعدها بسبع أيام، كان اللقاء الثالث، بناءً على أمر الله لموسى، فإذا رفض فرعون نزلت الضربة الثانية بأن اجتاحت الضفادع الأرض والمنازل بشكل كثيف؛ فطلب فرعون للمرة الأولى من موسى وهارون أن يرفعا الضفادع كي يطلق بني إسرائيل ليعبدوا الرب، غير أن فرعون تراجع عن وعده إثر موت الضفادع، فنزلت الضربة الثالثة بأن تكاثر البعوض كثيرًا، وفشل موالي فرعون من سحرة وعرافين في القضاء على البعوض، فنصحوا فرعون بأن يطلق بني إسرائيل غير أنه رفض.
مع رفض فرعون لنصائح وزراءه وسحرته، نزلت الضربة الرابعة بأن تكاثر الذباب وعشش في بيوت قوم فرعون دونًا عن بني إسرائيل. حينها، وافق فرعون على طلب موسى، وإذ خرج الشعب رفعت ضربتي البعوض والذباب، غير أن فرعون نكث بالوعد ولم يسمح لبني إسرائيل بالعودة مجددًا فنزلت الضربة الخامسة بأنّ ماتت جميع مواشي قوم فرعون، تلتها الضربة السادسة بأن انتشر الغبار في الأرض ما سبب بثورًا ودمامل في البشر والبهائم، ثم الضربة السابعة بأن نزل مطر وبرد عظيم في أرض مصر «لم يكن مثله في كل أرض مصر، منذ أن صارت أمة»،خر 24:9] فتلف الزرع والمحصول لفرعون وعبيده وكل «من لم يوجه قلبه إلى كلمة الرب»،خر 21:9] فطلب فرعون شفاعة موسى لرفع البَرد لقاء قبوله بإطلاق بني إسائيل، فقبل موسى ورفعت الضربات غير أن فرعون سمح للرجال فقط بالخروج، أما النساء والأطفال اشترط بقائهم في أعمالهم، فحلّت الضربة الثامنة بأن غزت أسراب الجراد أرض مصر، وأتلفت مخزونها وما سلم من ضربة البرد، تلتها الضربة التاسعة بأنّ عمّ الظلام الدامس أرض مصر لثلاث أيام، وأخيرًا حلّت الضربة العاشرة والأخيرة فكانت موت أبكار قوم فرعون من ابنه البكر حتى بكر أصغر عبيده وبكر كل بهيمة؛ فكان أن أطلق فرعون بني إسرائيل مع نسائهم وأطفالهم ومواشيهم، إطلاقًا تامًا ونهائيًا، وهو فصح اليهود، الذي يعني حرفيًا العبور، العبور من العبوديّة إلى الحريّة، ليل 14 أبيب - نيسان - القمري، وكانت مدة إقامة بني إسرائيل في مصر 430 سنة حسب التوراة، التي أمرت باستذكار المناسبة باحتفالات سنوية حافلة: «هذه الليلة هي للرب. تحفظ من جميع بني إسرائيل في أجيالهم».خر 42:12]

### عبور البحر، تنظيم الشعب

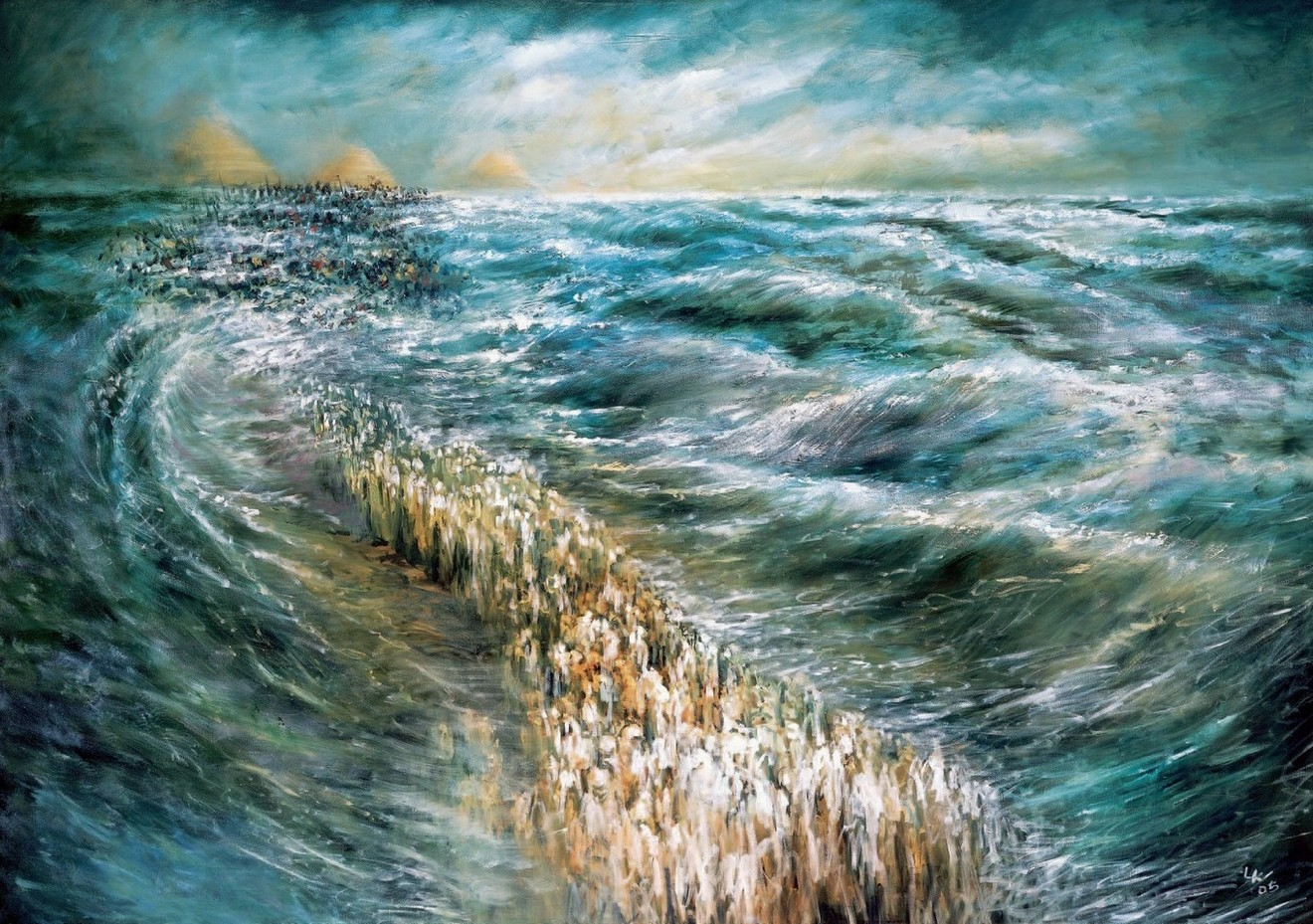
رسمة تعبر عن معجزة عبور البحر الأحمر بقيادة موسى.

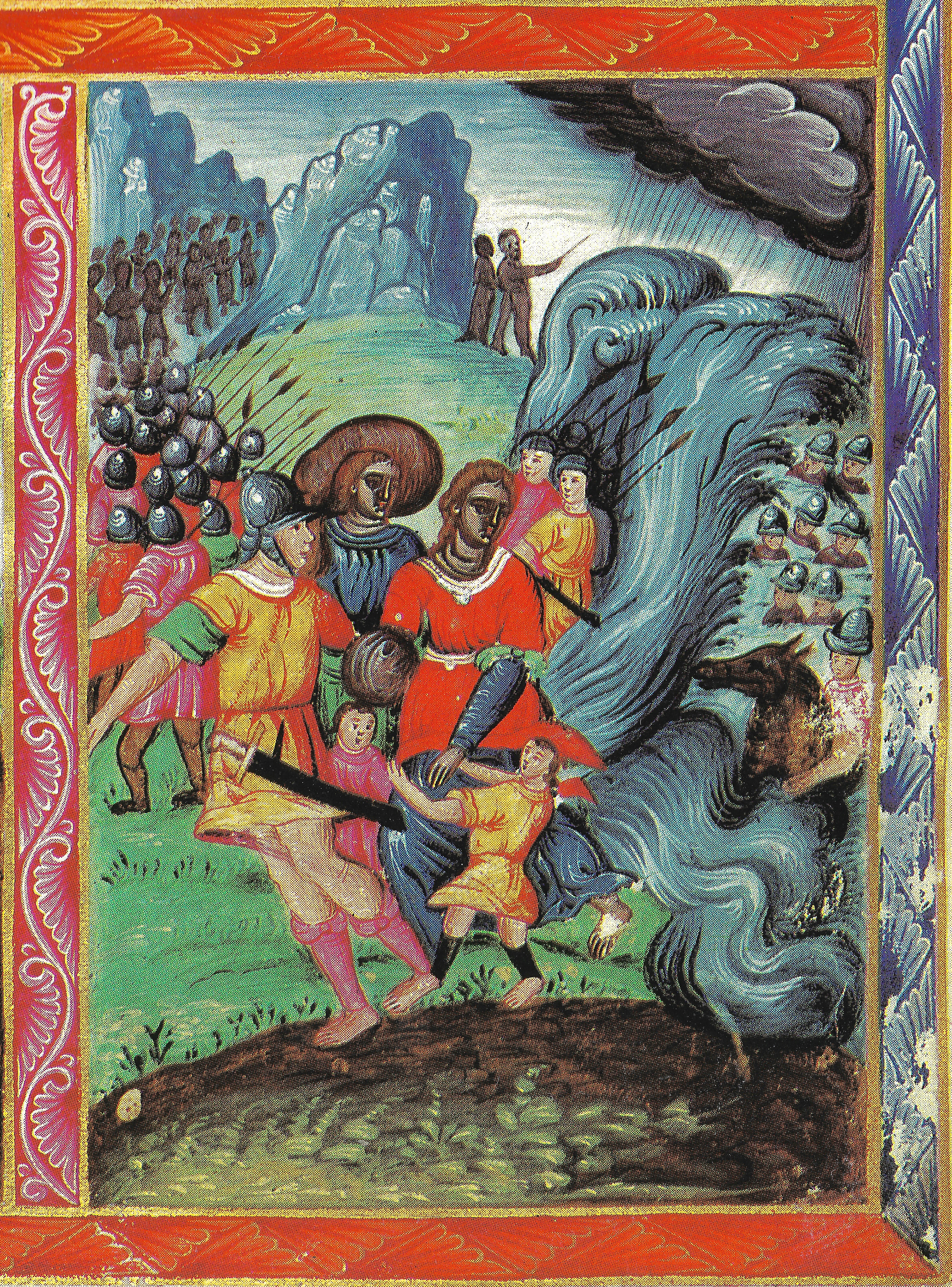
عبور البحر الأحمر. منمنمة أرمنية من إنجيل دي براي، 1643-1646.

عبر الدلتا ثم نحو الجنوب، خرج نحو 600,000 عبري حسب أرقام التوراة للبرية، يقود سيرهم ملاك من الله في شكل عمود من سحاب، وخرج فرعون وجيشه في إثرهم، مما أثار خوف وهلع الشعب السائر في البرية، خصوصًا بعدما وجدوا البحر من أمامهم وجيش فرعون من خلفهم. غير أن الله أمر موسى بأن يضرب البحر بعصاه: «ومدّ موسى يده على البحر، فأجرى الربّ البحر بريح شرقية شديدة كل الليل، وجعل البحر يابسة، وانشقّ الماء، فدخل بنو إسرائيل في وسط البحر، على اليابسة والماء سور لهم، عن يمينهم وعن يسارهم. وتبعهم المصريون ودخلوا ورائهم، جميع خيل فرعون ومركباته وفرسانه إلى وسط البحر، ....، فقال الرب لموسى مد يدك إلى البحر ليرجع الماء على المصريين على مركباتهم وفرسانهم، فمدّ موسى يده على البحر فرجع البحر عند إقبال الصبح إلى حاله الدائمة، ...، فرجع الماء وغطى مركبات وفرسان جميع جيش فرعون الذي دخل ورائهم في البحر، ...، ورأى إسرائيل الفعل العظيم الذي صنعه الرب بالمصريين، فخاف الشعب الرّب، وآمنوا بالرب وبعبده موسى».خر 21:14] يذكر الفصل الخامس عشر من سفر الخروج «تسبحة موسى» التي أنشدها ابتهاجًا بالانتصار.
خلال المسير، واجه الشعب السائر في البرية مشاكل عدة، وكان التدخل الإلهي عن طريق النبي موسى كفيلًا بحلها: فمشكلة الطعام حُلت بالمن والسلوى الذي كان يمطر من السماء في الصباح ويذوب عند الظهر، وأما الماء فقد حلت مشكلته بتفجير عيون وينابيع للماء العذب على الطريق، وقد انتشبت أيضًا معارك بين قوم موسى وعدد من القبائل في طريق الخروج، أشهر تلك القبائل العماليق، وقد قاد جيش بني إسرائيل فيها يشوع بن نون خليفة موسى المقبل، وكان الله قد أمر موسى أن يقف على رأس تلة وبيده العصا التي فلق بها البحر، فطالما كانت يده مرفوعة تقدّم بنو إسرائيل، وكلما أخفض موسى يده تقدمّ العماليق «فلما صارت يدي موسى ثقيلتين، أخذا حجرًا ووضعاه تحته فجلس عليه، ودعم هارون وحور يديه الواحد من هنا والآخر من هناك، فكانت يداه ثابتتين إلى خروج الشمس. فهزم يشوع العماليق وقومه بحد السيف».خر 12:17] خلاصة وحكمة الأمر الإلهي، بأنه لا بقوتهم الذاتية حقق بنو إسرائيل النصر بل بقوة الله.

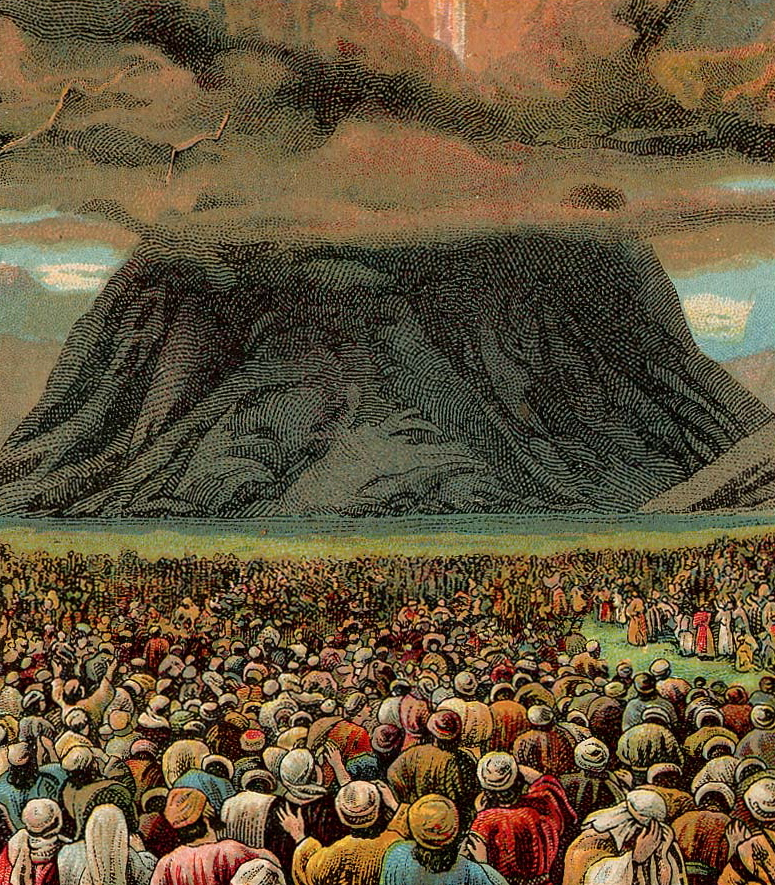
رسم تخيلي لأحداث سفر الخروج، حول نزول لوحي الوصايا على طور سيناء المحاط بالغمام وأصوات الرعد والبوق، بينما الشعب محيطًا بالجبل يرتقب.

بعد ثلاثة أشهر من الارتحال في سيناء، وصل بنو إسرائيل إلى جبل حوريب، هناك قابل موسى حميه يثرون مجددًا، وفيه وبناءً على إشارة يثرون ظهر التقسيم القضائي للمرة الأولى في الشعب، إذ كان موسى يقضي نهاره باستقبال الشعب: «إذا كان لهم دعوى يأتون إليّ، فأقضي بين الرجل وصاحبه، وأعرّفهم فرائض الله وشرائعه»،خر 16:18] غير أن كثرة عدد القضايا وإجهاد موسى، دفع لتقسيم الشعب ووضع رؤساء خماسين يليهم رؤساء مئات ثم رؤساء ألوف يقضون للشعب حسب تعليم موسى، أما القضايا الكبرى وحدها كانت ترجع إلى النبي للفصل فيها.

### طور سيناء، نزول لوحي الشريعة
في جبل حوريب نفسه حيث تكلّم الله من العليقة الملتهبة، وبأجواء احتفالية، نزل لوحي الشريعة والتي نقشت عليها الوصايا العشر عن طريق وسيط هو موسى، بينما الشعب خارج الجبل يرقب الضباب محيطًا به وأصوات الرعد. حسب الرواية التوراتية، فإنّ الله قد أمر بني إسرائيل بأن يتطهروا ويغسلوا ثيابهم ويمتنعوا عن قرب النساء ليومين، وفي اليوم الثالث على طور سيناء يتم النزول. التوصيات الإلهية لموسى، شملت أيضًا وضع حدود على سفح الجبل، وعدم صعود أيًا كان خلال الحدث وإلا رجم سواءً كان من البشر أم من الحيوانات.خر 13:19] وفي الموعد «صار رعد وبرق وسحاب ثقيل على الجبل وصوت بوق»، بل إن الجبل نفسه «ارتجف»،خر 18:19] فصعد موسى وحده، وعلى الجبل كان «موسى يتكلم والله يجيبه بصوت»،خر 19:19] ومن هنا استحقّ موسى لقب «كليم الله».
بعد أن نزل موسى من الجبل أخبر الشعب بوصايا الإله، فأبدى الشعب طاعته وخضوعه، وفي اليوم التالي قدّم موسى اثني عشر ذبيحة شكل عن كل سبط من الأسباط ثورًا صحيحًا، ثم اصطحب معه هارون والشيوخ السبعين المعاونين له إلى الجبل، وفي اليوم الثالث انفرد موسى بالجبل الذي غطاه الغمام مجددًا، ومكث به أربعين نهارًا وأربعين ليلة حتى استلم اللوحين منقوشين جاهزين محتوين على الوصايا العشر، الأساس التشريعي الأبرز في التراث اليهودي المسيحي، والمتضمنتان الآن في سفر الخروج، 20 وسفر التثنية، 5.

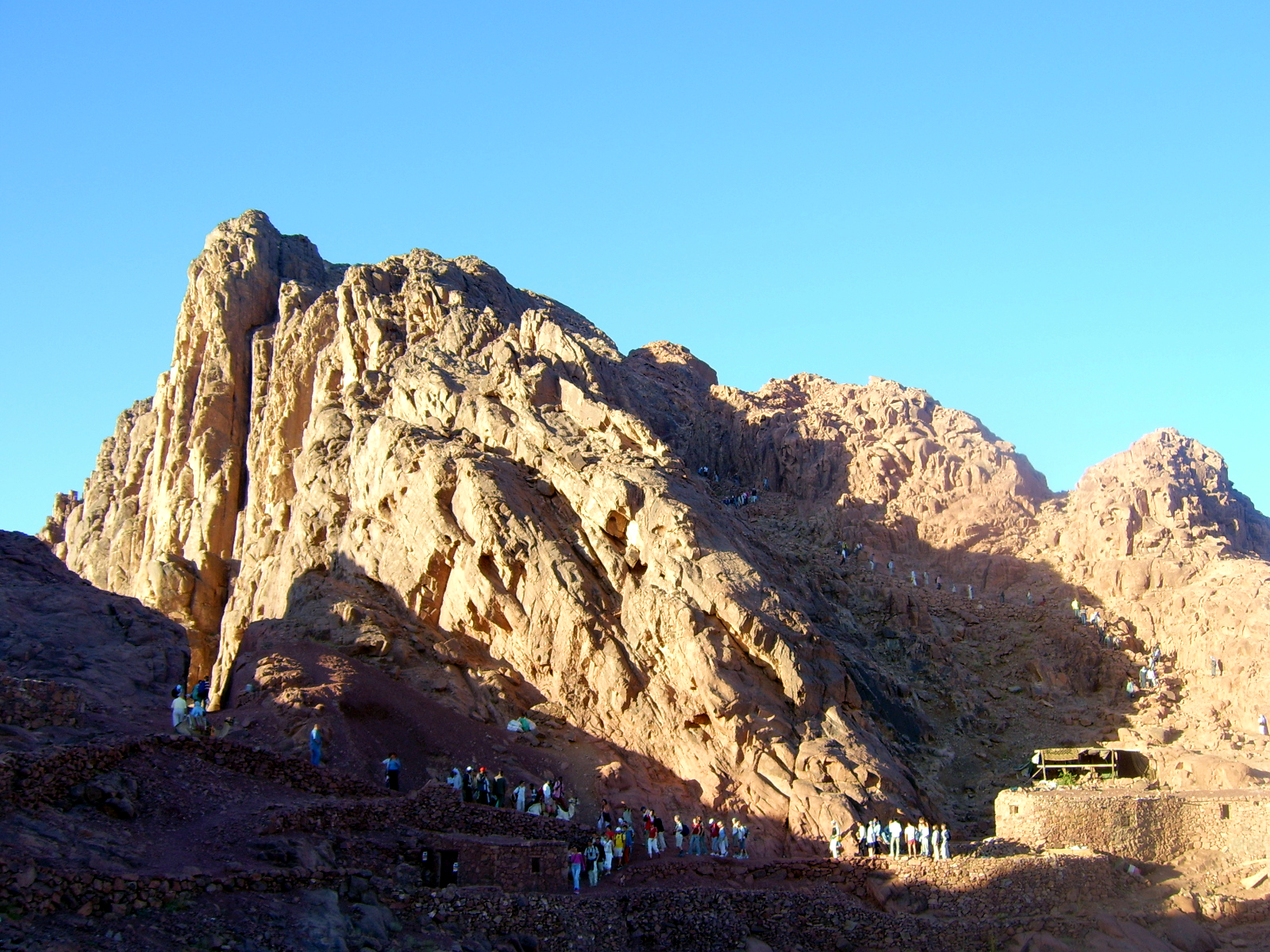
جبل حوريب، المعروف أيضًا بجبل موسى، وجبل سيناء، وطور سيناء، وطور سنين، الموضع الذي تلقف به موسى الألواح حسب التوراة.

غير أن المدة الطويلة التي قضاها موسى على الجبل، قد جعلت الشعب ينقلب عليه، بل ظن البعض أنه مات أو هرب، فصنعوا عجلًا من الذهب وعبدوه وقدموا للصنم الذبائح، وحين علم موسى بالأمر تضرّع إلى الإله كي «لا يفني شعب إسرائيل من وجه الأرض»، وذكر بشفاعة إبراهيم واسحق ويعقوب، فردّ الله قضاءه. أما موسى فحطّم اللوحين الأولين غضبًا وحنقًا من تصرف بني إسرائيل، ثم أحرق عجل الذهب وطحنه وذره على وجه الماء وسقا الماء بني إسرائيل عقوبة، ثم أمر بقتل من ذبح للعجل من بني لاوي - أي الكهنة - فقتل ثلاث آلاف رجل، بينما أعلن بنو إسرائيل توبتهم و«ناحوا من الندم».خر 4:33] فغفر الله، ثم قدّم موسى لوحين شبيهين باللوحين الذين دمرهما بعد صيام أربعين نهارًا وليلة جديدين، ووضع موسى لما نزل من الجبل على وجهه برقعًا من شدة ضياء وجهه.خر 33:34] وأمر بإعداد خيمة الاجتماع، ونحت صندوق ذهبي سمي «تابوت العهد» حفظ بداخله لوحي الشريعة، وحفظ لوحي الشريعة في خيمة الاجتماع، وكذلك أمر بإحصاء عدد الأسباط حسب ما يفتتح به الكتاب الرابع من كتب التوارة المسمى سفر العدد.

### التيه

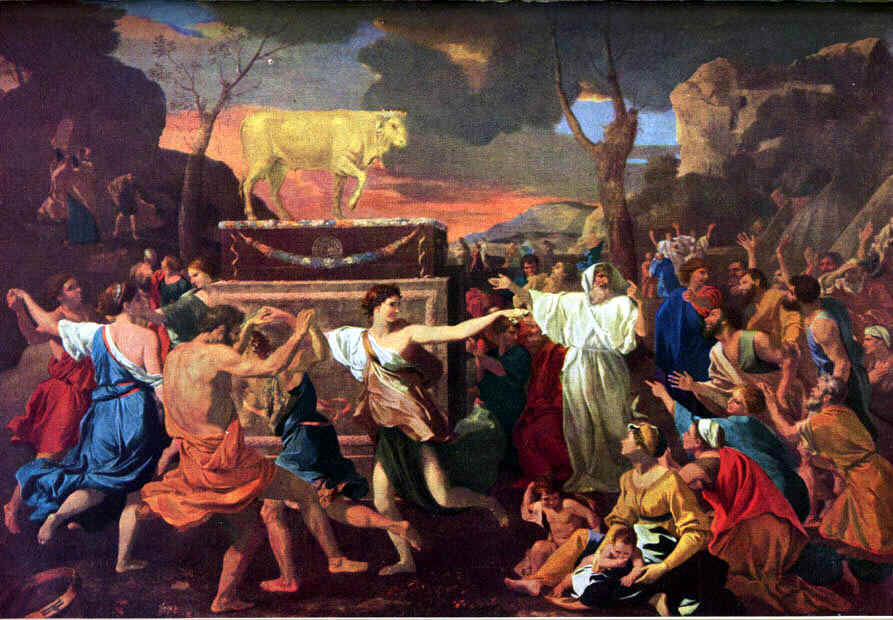
بني إسرائيل يعبدون عجل الذهب.

لم تكن عبادة العجل خطيئة بني إسرائيل الوحيدة، فإن ناداب وأبيهود على سبيل المثال بخرّا «بنار غريبة» دنسة فاحترقا بها وماتا، وأما قورح وداتان وأبيرام من سبط لاوي قاوموا رغبة موسى وهارون وبخرّوا لآلهة غريبة فانشقت الأرض وابتلعتهم مع من تبعهم وهم مائتين وخمسين رجلًا. وكذلك تذمر الشعب من صنف الطعام الواحد: «قد تذكرنا السمك الذي كنا نأكله في مصر مجانًا، والقثاء والبطيخ والكراث والبصل والثوم، والآن قد يبست أنفسنا،...، من هذا المن»،عد 5:11] ورغم أن الرّب قد منحهم لحمًا في البرية استجابة لطلبهم غير أن التوراة تعتبر أن الشعب «اشتكى شرًا»،عد 1:11] كما أن قسمًا من الشعب اشتكى زواج موسى بكوشية - أي أثيوبية - ومن بينهم مريم أخته، وخطأ آخر ارتكبه الشعب بأنه ناح وصرخ وبكى وتذمر على موسى وعلى هارون بعد أن عاد جواسيس أوفدهم موسى بأمر إلهي لاستطلاع أحوال أرض كنعان الموعودة، فوجدوها قوية حصينة، فخاف بنو إسرائيل على أنفسهم وقالوا: «لماذا أتى بنا الرّب إلى هذه الأرض؟ لنسقط بالسيف؟ لتصير نساؤنا وأطفالنا غنيمة»،عد 3:14] بل إن بعضهم اقترحوا أن يُخلع موسى من قيادة الشعب ويقام رئيس جديد للجماعة يعيدهم إلى مصر، وحاول قسم آخر أن يرجموا موسى وهارون ويقتلوهما، وهو ما ردّ عليه الله في التوراة: «حتى متى يهينني هذا الشعب؟ وحتى متى لا يصدقونني رغم كل الآيات التي عملت في وسطهم؟»، غير أن موسى مجددًا طلب الصفح واستغفر وكفّر عن خطايا بني قومه، وحين بلغ الشعب برية سين إلى الجنوب من البحر الميت نواحي صحراء النقب، توفيت مريم أخت موسى ودفنت هناك، والمصيبة الثانية التي حلّت بالجامعة قحط البرية: «لماذا أصعدتمانا من مصر لتأتيا بنا إلى هذا المكان الرديء. ليس هو مكان زرع وتين وكرم ورمان، ولا فيه مكان للشرب»،عد 5:20] فكان أن أمر الله موسى بأن يأمر إحدى الصخور شفاهًا بأن تخرج ماءً فيخرج منها الماء، غير أن موسى ضرب الصخرة بعصاه التي فلق بها البحر فنزل الماء.
في جبل هور على تخوم أرض آدوم توفي هارون، وبكى جميع بني إسرائيل عليه، وخلفه ابنه ألعازر، وبعد أن تابعوا سيرهم تذمروا مجددًا على موسى فنزل عقاب إلهي بأن تسلطت على الشعب أفاعي سامة فمات كثيرون، ثم كان أن طلبوا الغفران قبل الله توبتهم وأمر بأن يصنع موسى حيّة نحاسية ويرفعها على راية «فكان متى لدغت حية إنسانًا ونظر إلى حية النحاس يحيا»،عد 9:21] واتجه الشعب إثر ذلك شمالًا نحو موآب - شرقي نهر الأردن - فحاول بالاق بن صفور ملك موآب مضايقتهم، وكان في تلك الأصقاع بني آخر لله هو بلعام بن بور. وخلال استقرار بني إسرائيل في تلك النواحي تزاوجوا مع الموآبيات، وأكلوا من ذبائح آلهتهم، بل وسجدوا لبعل فغور إلههم، فاجتاح الوبأ الذي قتل أربعًا وعشرين ألفًا من بني إسرائيل عقابًا، كما أمر موسى بقتل كل من «تعلّق قلبه» ببعل فغور.عد 5:25]

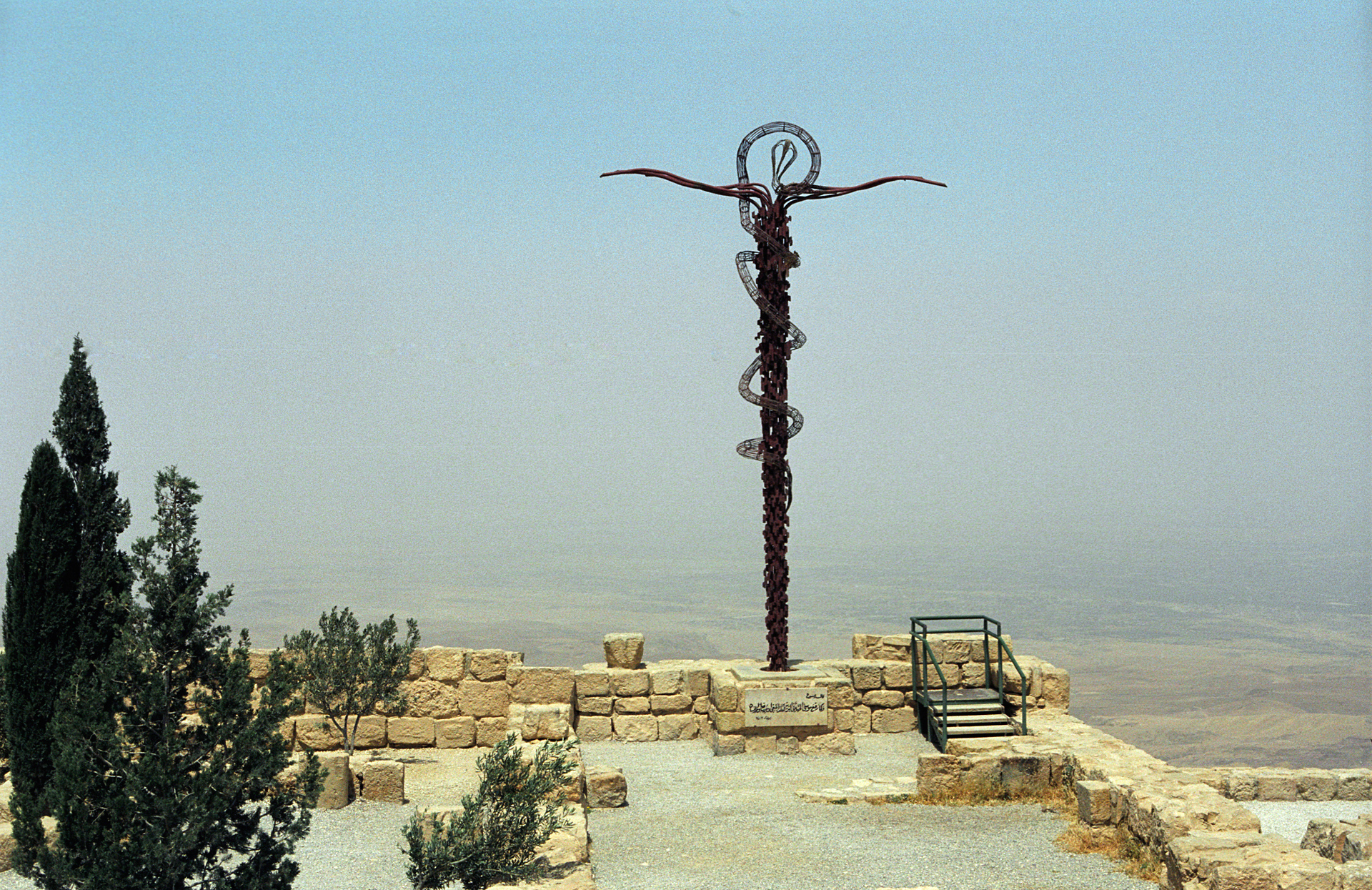
الموقع التقليدي في جبل نبو الذي منه أطل النبي موسى على أرض فلسطين قبيل وفاته، حسب سفر التثنية.

إثر توبة الشعب، حققوا انتصارًا على المديانيين، سبوا فيه كثيرًا من الجواري وحصلوا على غنائم وافرة، وبلغوا نهر الأردن، لاسيّما بعد أن انتصروا على سيحون ملك الأموريين الساكن في حشبون؛ وبكل الأحوال، فإن كثرة خطايا الشعب منذ أن عبر سيناء، ومخالفتهم أوامر الله أوجبت عليه التيه في الصحراء، أي البقاء في حالة البداوة غير المستقرة في صحراء الأردن ما وراء النهر لمدة أربعين سنة كاملة من الخروج من مصر، مات فيها جميع العبرانيين الذين خرجوا من مصر عدا يشوع بن نون وكالب بن يفنة، وهما من قادا أولاد الجيل الأول الذي كتب عليهم الموت في البرية إلى الأرض الموعودة، وهو ما ترويه لاحقًا أسفار أخرى لاسيّما سفر يشوع.

### وفاته
شاخ موسى وتقدم في السن حتى بلغ 120 عامًا، وأعلمه الله بأن الدخول إلى الأرض يتم بقيادة يشوع بن نون لا بقيادته، ثم أخبره بأن أيامه قد اقتربت من الاكتمال، وأن أجله قد حان؛ فكتب موسى نسخة من التوراة حفظها في خيمة الاجتماع، ثم جمع بني إسرائيل وألقى عليهم خطبته الأخيرة، وكانت آخر وصاياه: «وجهوا قلوبكم إلى جميع الكلمات التي أنا أشهدها عليكم بها اليوم، لكي توجهوا أولادهم، ليحرصوا أن يعملوا بجميع كلمات هذه التوراة».تث 46:23] ثم منح اثني عشر بركة لكل سبط من أسباط بني إسرائيل واحدة، وخصّ بركته الأخيرة لخليفته يشوع بن نون، وأمر الشعب بأن يطيعوه، ثم صعد منفردًا بأمر إلهي إلى جبل نبو مقابل أريحا حيث رأى جميع الأرض الموعودة، ومات على رأس الجبل في أرض الأردن.

## في المدراش - تفاسير الأحبار

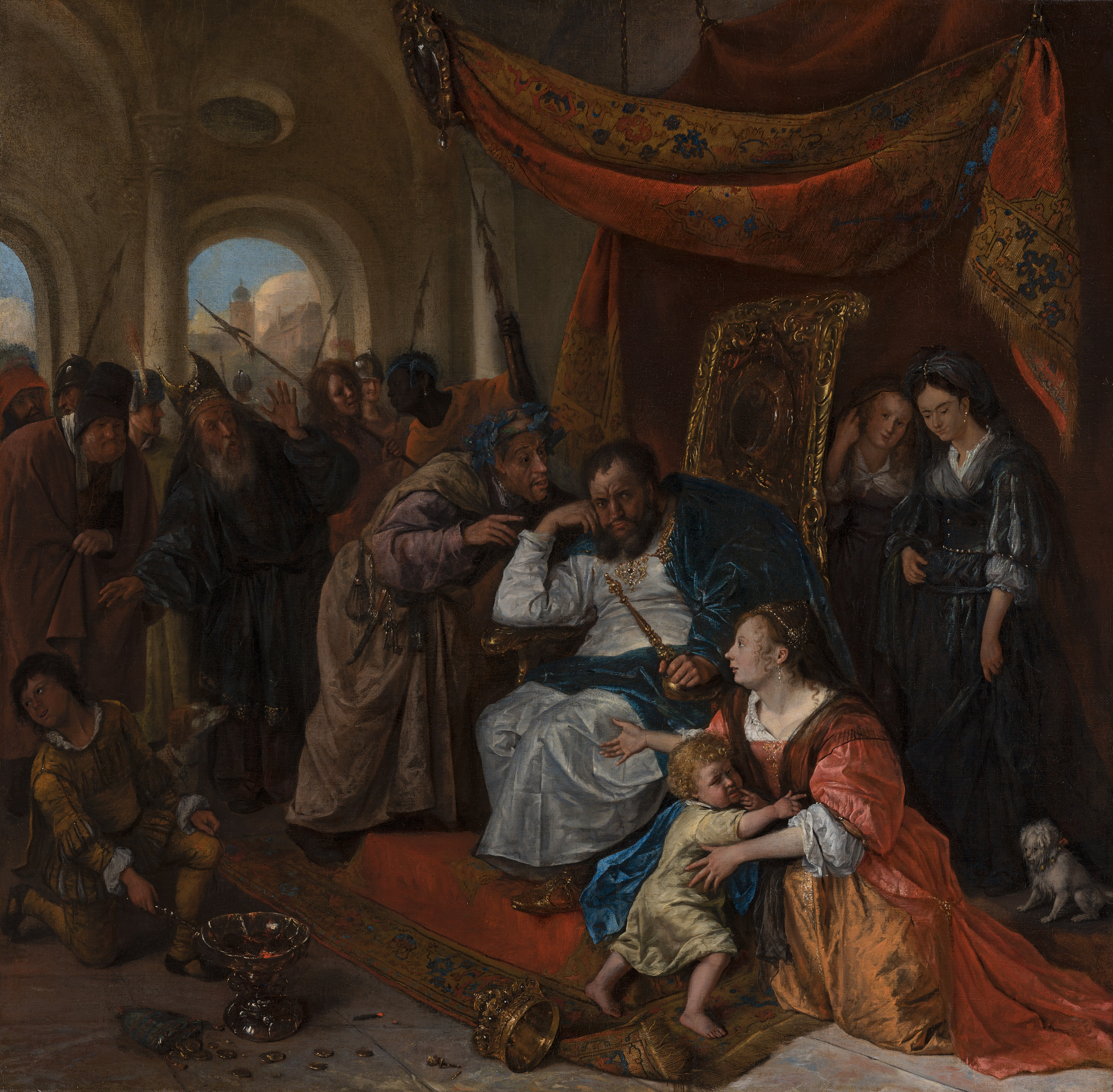
موسى بعد أن رمى بتاج فرعون، من قصص المدراش التفسيرية، بريشة جان ستين، القرن السابع عشر.

يعتبر الأدب العبري المسمى مدراش، كتابات للأحبار والربانيين اليهود في تفسير التوراة والتعليق عليها، وحوي توسعات مختلفة وإسهاب في الاستدلالات والشروح عن النص المقدم في التوراة. المدراش ملزم بدرجات متفاوتة حسب اختلاف المدارس الفكرية والدينية اليهودية، وتأتي أهميته أساسًا من دراسة الفكر الديني اليهود وتطوره؛ وقد اعتبره البعض ومنهم فرويد أن جزءًا من التقاليد المدراشية قد تكون ذات أصل صحيح أضيفت إليها تفاصيل وشروح وتوسعات لاحقة. المدراش العبري الواسع القبول بين اليهود يحوي بعض التفسيرات حول النصّ الرسمي للتوراة، فمثلًا انتشال موسى من النهر دون خوف ابنة فرعون من غضب أبيها يعود لأن الله ملأ قلبها بالرحمة والعواطف نحو الطفل، واستدعاء أم موسى لتقوم بإرضاعه تحديدًا، يعود لأنّ موسى رفض أن يلتقم لا أثداء نساء آل فرعون فحسب بل أثداء المصريات جميعًا.
الكتابات المدراشية تنفي عن موسى ارتكاب جريمة قتل، وتفسّر بأن القتيل المصري كان زانيًا ومغتصبًا فاستحقّ عقابًا عادلًا من الله على يد نبيه موسى. بعض الروايات في المدراش والتي وضعت حول موسى تأتي كليًا دون أصل كتابي وإنما لتفسير حدث كتابي، فزواج موسى من أثيوبية والذي أثار تأنيب أخته الكبرى مريم كما في سفر العدد 12، يُفسر بأن موسى أقام في الحبشة لفترة من الزمن قبل أن يعود إلى أرض مديان، وأنه خلال إقامته في أثيوبيا التحق موسى بجيش موسى ملك أثيوبيا، وبعد وفاة الملك تزوج موسى أرملته. وعلى المنوال ذاته، يضع المدراش روايات لتفسير ختان جرشوم المتأخر، و«ثقل لسان» موسى أو «عقدة لسانه»، فهي تعود لأن موسى حين كان طفلًا قد أزال تاج فرعون عن رأسه وطرحه على الأرض، فأراد فرعون قتل موسى، غير أن مستشاريه شكوا بسلامة نظر الطفل أصلًا فقربوا له على طبق قطعة من الذهب وأخرى من الفحم المشتعل ليتأكدوا من سلامة نظره على أساس اختياره، فأمسك الطفل قطعة الفحم وحاول تذوقها فاحتراق لسانه، وإذاك قال مستشارو فرعون أن نظره ضعيف ولم يرم تاج فرعون عن وعي، وبذلك أنقذت حياة موسى، ولكن نتيجة تذوقه الفحم المشتعل تأثرت سلامة نطقه.
أما الموضوع الأبرز لكتابات المدراش فهو استلام اللوحين، فعلى الرغم من أن الكتاب المقدس لا يذكر شيءًا عن الموضوع، فإن كتابات المدراش فسرّت ما فعله موسى على الجبل وعبادة بني إسرائيل العجل الذهبي وفق الشكل التالي: بينما كان موسى على ظهر الجبل أربعين يومًا وليلة، نقل بجسده إلى السماء حيث شاهد الملائكة واستلم منها لوحي الشريعة جاهزين، كما شاهد الله وحادثه، وسأله عن سبب رحمته بالمذنبين وصبره على الفاسقين والوثنيين، فأجاب الله بأن موسى نفسه قريبًا سيطلب منه أن يكون صبورًا تجاه المذنبين ورحيمًا بهم، وعندما نزل موسى من الجبل وجد قومه وقد عبدوا العجل الذهبي، فتضرع موسى إلى الله كي يخلصهم ويغفر لهم برحمته؛ ومن ضمن ما خاطب به موسى ربه بأن إسرائيل خلال إقامتهم الطويلة في مصر، حيث كانت عبادة الأصنام مزدهرة، اعتادت هذا النوع من العبادات ولا يمكن الكف عنها بشكل مباشر. الوصف الشخصي لموسى كما جاء في المدراش بأنه طويل، وقوي جدًا، وله حكمة وحصافة عظيمة، وصلواته ودعاؤه يجاب فورًا، وأنّ له عشر أسماء، وبصيرة نافذة، ويلقبه الأدب العبري إجمالًا بالأب والرئيس والسيّد و«المختار بين الآباء».

## التشريع الموسوي

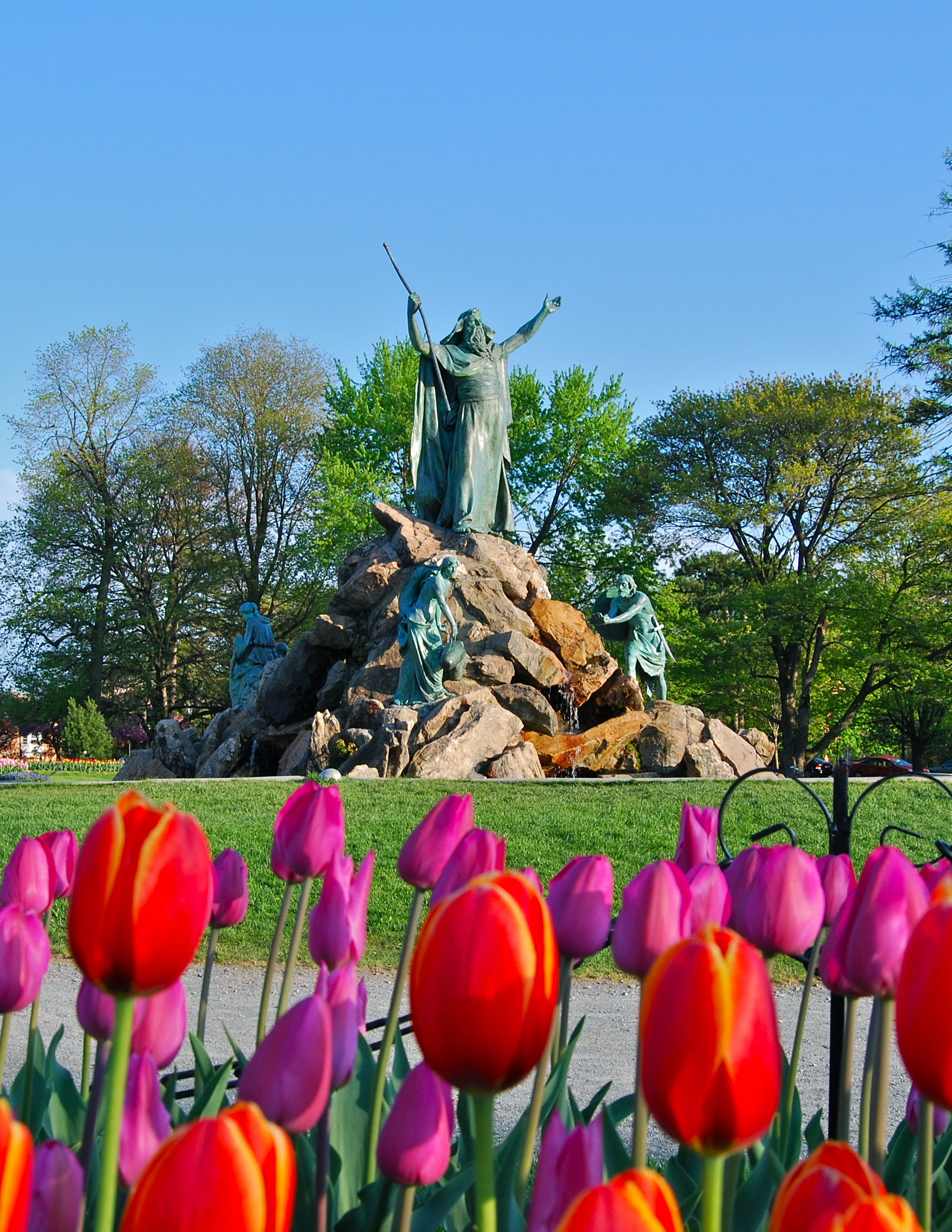
نصب لموسى على الجبل في إحدى حدائق ألباني، نيويورك، الولايات المتحدة.

يعتبر لوحي الشريعة الذين تلقاهما موسى في طور سيناء منقوشين تلقائيًا، أرفع الآثار الموسوية وأبرزها في التراث اليهودي - المسيحي، وتعتبر «وصايا العقل، أساسية في إلزامها بحيث لا يمكن أن يُعفى أحد من الالتزام بها»، وفي العهد الجديد حين سُئل المسيح: «أي عمل صالح أعمل لأرث الحياة الأبدية؟»، أجاب «احفظ الوصايا»، وقد اعتبرت «خلاصة القوانين الأساسية للتصرف الإنساني، فاليهود والمسيحيون يرجعون إليها لكي يتعلموا منها كيفية التصرف في الحياة الأخلاقية»، وقال عنها البابا يوحنا بولس الثاني: «ليست الوصايا العشر فرائض ألزمنا بها إله طاغية عشوائيًا، إنها تؤمن اليوم وفي كل الأيام حياة العائلة الإنسانية ومستقبلها». كان لوحي الشريعة يحفظان داخل صندوق يدعى تابوت العهد موضوع داخل خيمة تدعى خيمة الاجتماع، ينقلها بنو إسرائيل معهم حيثما حلّوا، ثم نقل التابوت إلى هيكل سليمان زمن الملكية في يهوذا إثر تشييده، ودمرّا بدمار الهيكل إبّان السبي البابلي، غير أن محتويات اللوحين حفظا في التوراة المكتوبة متضمنتان حاليًا في سفر الخروج، 20 وسفر التثنية، 5، كما تفشّوا على لسان الشعب.
حول الوصايا العشر صيغت الشريعة اليهودية بأكملها والتعليم المسيحي لاحقًا، أجزاء أخرى من التوراة تعتبر تفسيرًا أو «ملحقًا» بالتوراة، فأحكام السنة السبتية وإطلاق العبد العبراني ترتبط أساسًا بالوصية الثالثة حول الراحة في يوم الرب، والتشريع المتعلق بكون: «عينًا بعين، وسنًا بسن، ويدًا بيد، ورجلًا برجل، وكيًا بكي، وجرحًا بجرح، ورضًا برض»، إنما يرتبط بالعدل في العقاب وحرمة دم الإنسان المرتبطة بالوصية الخامسة؛ والتشريع المتعلق بأنه «إذا سرق الإنسان ثورًا أو شاة، فذبحه أو باعه، يعوّض عن الثور بخمسة ثيران وعن الشاة بأربعة من الغنم»، يرتبط بالوصية السابعة حول حرمة أملاك الإنسان. وحتى قصص التوراة نفسها، تهدف إلى إبراز وصية من الوصايا والتعبير عن العهد بالوصية، فحادثة عجل الذهب مثلًا تشير بشكل واضح إلى الوصية الأولى وملحقها: «إلهًا مسبوكًا لا تصنع لنفسك»، التشريع الموسوي يشابه بدرجات متفاوتة تقاليد اشتراعية أخرى كانت موجودة أو وجدت في منطقة الهلال الخصيب ومصر، ومنها شريعة حمورابي على سبيل المثال، وقد ساهمت مكتشفات القرن العشرين في أوغاريت وماري بتثبيت النظرة إلى كون التشريع الموسوي مندمجًا في حضارة الألف الثاني قبل المسيح، ومتطورًا ومتتابعًا بعدها.

## قضايا جدلية

### تاريخيته

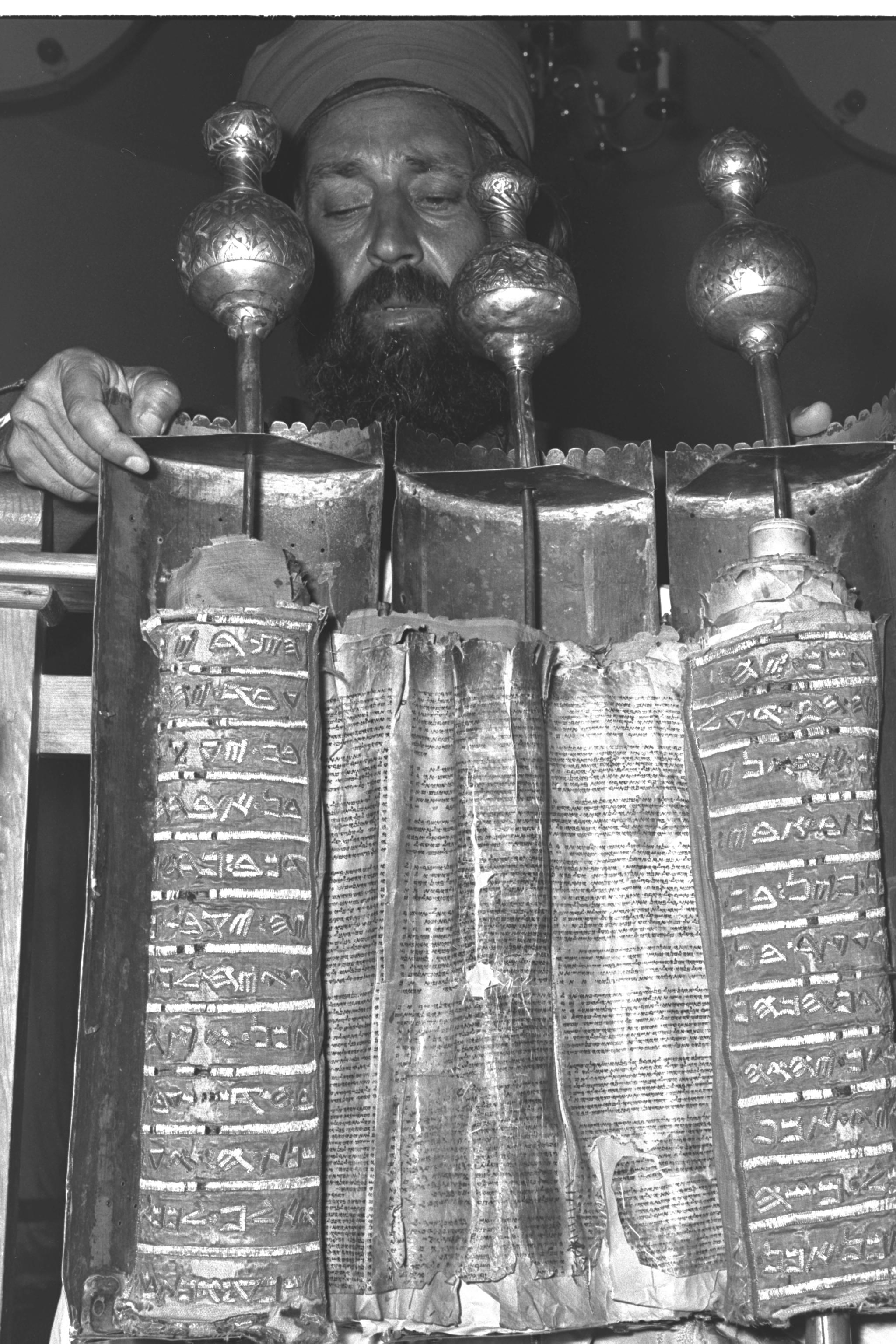
أحد السامريين يعرض لفائف منسوخة من التوراة السامرية.

في القرن التاسع عشر قال أ. ماير أنه يجب النظر إلى موسى بوصفه أسطورة أصل، أو بوصفه سلف كهنة قادش، فهو «يتصل بخرافة الأنساب المتصلة بالعبادة، وليس كشخصية تاريخية، ...، لم يفلح أحد من الذين عدّوا شخصية موسى شخصية تاريخية، في ملء هذا القالب الفارغ بمضمون ما، ولم يفلح أي أحد بأن يجعل من هذه الشخصية حقيقة عينية»، وفقًا لويليام ج. ديفر، فإن الإجماع العلمي الحديث هو أن شخصية موسى المذكورة في الكتاب المقدس هي شخصية أسطورية إلى حد كبير بينما ترى أيضًا أن "شخصية تشبه موسى ربما كانت موجودة في مكان ما في جنوب شرق الأردن في منتصف وأواخر القرن الثالث عشر قبل الميلاد" وأن "علم الآثار لا يستطيع أن يفعل شيئًا" لإثبات أو تأكيد أي من الاتجاهين. ومع ذلك، وفقًا لسليمان نيغوسيان، هناك في الواقع ثلاث وجهات نظر سائدة بين علماء الكتاب المقدس: الأول هو أن موسى ليس شخصية تاريخية، والرأي الآخر يسعى إلى ترسيخ الدور الحاسم الذي لعبه في الدين الإسرائيلي، والثالث يقول أن هناك عناصر من الدين الإسرائيلي. كل من التاريخ والأسطورة التي "تثير فيها هذه القضايا نقاشًا ساخنًا بين العلماء". وفقًا لبريان بريت، هناك انقسام بين العلماء عند مناقشة الأمور المتعلقة بموسى مما يهدد بالجمود. وفقًا لتعليق التوراة الرسمي لليهودية المحافظة، لا يهم إذا كان موسى التاريخي موجودًا، واصفًا إياه بـ "البطل القومي الفولكلوري". البعض الآخر من النقاد نحا للابتعاد كثيرًا عما تذكره التوراة بوصفها اتخذت شكلها المكتوب النهائي في فترة طويلة بعد وفاة موسى: «إن من يحاول وصف موسى من خلال التوراة، يقع في خطأ منهجي فاحش»، اكتفى أنصار هذا القول بالاعتماد على شذرات من حياة موسى الواردة في التوراة ليقيموا على أساسها النظرية الجديدية لحياة موسى، المتشابكة مع معطيات خارجية أخرى. على سبيل المثال، فإن عادة الختان، والتي أوليت أهمية كبيرة في الديانة اليهودية، والتي اعتبرت مميزًا لإسرائيل عن سائر الشعوب المحيطة، هي عادة فرعونية أصلًا، ولذلك اعتبرها فرويد قرينة تفيد بأن الدين الذي جلبه موسى ليس إلا الدين الفرعوني الخاص بآمون.
اعتبر القائلون بأن جذرًا تاريخيًا لقصة موسى أضيف إليه تلفيقات لاحقة، كفيليب ديفيد، أن أمورًا مثل الخروج، وشق البحر الأحمر، والانتشال من الماء، إضافات لاحقة قام بها اليهود عند العودة من السبي، أما الأحداث التي من الممكن أن يكون لها جذور تاريخية، منها اجتماع القبائل في سيناء والتيه وسواها. يعتقد البعض بأن عملية الخروج، تمت تدريجيًا على شكل مجموعات صغيرة، وكذلك الحال بالنسبة للدخول إلى أرض فلسطين. بحسب هذا الرأي، فإن موضوع «أخرجكم من بيت العبودية من أرض مصر» يعكس الحالة التاريخية لسيطرة الإمبراطورية المصرية على كنعان في أعقاب فتوحات رمسيس الثاني في سوريا والهلال الخصيب التي انهارت تدريجيًا بعد وفاته. بكل الأحوال، فإن خلاصة هذا الرأي تقول بأنه في الوقت الذي يمكن وصف قصتي الخروج والأرض الموعودة باعتبارهما حدثين تاريخين، فإن إثبات دور موسى كزعيم للجماعة العائدة، أمر لا يمكن إثباته في ضوء المصادر الخارجية المتوافرة.
يجادل جان أسمان بأنه لا يمكن معرفة ما إذا كان موسى قد عاش أم لا لأنه لا يوجد أي أثر له خارج التقليد. على الرغم من أن أسم موسى وآخرين في روايات الكتاب المقدس مصرية وتحتوي على عناصر مصرية حقيقية، إلا أنه لا توجد مصادر خارج الكتاب المقدس تشير بوضوح إلى موسى. لا توجد إشارات إلى موسى تظهر في أي مصادر مصرية قبل القرن الرابع قبل الميلاد، بعد فترة طويلة من اعتقاده أنه عاش. لم تذكر أي مصادر مصرية معاصرة موسى، أو ما ورد من أحداث في سفر الخروج والتثنية، ولم يُكْتَشَفْ أي دليل أثري في مصر أو سيناء لدعم القصة التي يعتبر فيها الشخصية المركزية. ديفيد آدامز ليمنج ينص على أن موسى هو بطل أسطوري والشخصية المركزية في الأساطير العبرية. ينص كتاب دليل أكسفورد للكتاب المقدس على أن تاريخية موسى هي الافتراض الأكثر منطقية (وإن لم يكن غير متحيز) بشأنه لأن غيابه سيترك فراغًا لا يمكن تفسيره.

تتبع قصة موسى فكرة مألوفة في الروايات الأسطورية القديمة في الشرق الأدنى عن الحاكم الذي نشأ من أصول متواضعة. على سبيل المثال، في رواية أصل سرجون الأكادي (القرن الثالث والعشرين قبل الميلاد):
حملت والدتي الكاهنة الكبرى. ولدتني في الخفاء،
ووضعتني في سلّة من البسل، وختمتني بالقار،

وألقتني في النهر الذي ارتفع فوقي. 
قصة موسى، مثل قصص الآباء الآخرين، على الأرجح كان لها تاريخ شفهي كبير قبل التاريخ  (هو مذكور في سفر إرميا وسفر إشعياء) ويبدو أن اسمه قديم جدًا، لأن التقليد الموجود في سفر الخروج لم يعد يفهم معناه الأصلي. ومع ذلك، فإن إكمال التوراة ورفعها إلى مركز يهودية ما بعد السبي البابلي كان يتعلق بدمج النصوص القديمة بقدر ما يتعلق بكتابة نصوص جديدة - كانت أسفار موسى الخمسة الأخيرة مبنية على التقاليد الموجودة. سفر إشعياء كان مكتوب أثناء السبي (أي في النصف الأول من القرن السادس قبل الميلاد)، يشهد على التوتر بين شعب يهوذا واليهود العائدين بعد السبي "جولا" (يهود الشتات)، مشيرًا إلى أن الله هو أبو إسرائيل وأن يبدأ تاريخ إسرائيل بالخروج وليس بإبراهيم. الاستنتاج الذي يمكن استخلاصه من هذا والأدلة المماثلة (على سبيل المثال، سفر عزرا وسفر نحميا) هو أن شخصية موسى وقصة الخروج يجب أن تكون بارزة بين شعب يهوذا في ذلك الوقت. من المنفى وما بعده، يعمل على دعم مطالباتهم بالأرض في مواجهة مطالب المنفيين العائدين.
تقول النظرية التي طورها كورنيليس تييلي في عام 1872، والتي أثبتت تأثيرها، إن يهوه كان إلهًا مديانيًا، قدمه موسى إلى بني إسرائيل، وكان والد زوجته يثرو كاهنًا مديانيًا. كان لموسى هذا أن الرب كشف عن اسمه الحقيقي، مخفيًا عن البطاركة الذين عرفوه فقط باسم إيل شداي والتي تعني "الله عز وجل". يتعارض هذا الرأي مع الإجماع الحديث على أن معظم بني إسرائيل كانوا من السكان الأصليين لفلسطين. جادل مارتن نوث بأن تستخدم أسفار موسى الخمسة شخصية موسى المرتبطة في الأصل بأساطير غزو شرق الأردن، كقوس سردي أو أداة تنقيح متأخرة لدمج أربعة من الموضوعات الخمسة المستقلة في الأصل لهذا العمل. اقترح مانفريد جورج ورولف كراوس أن قصة موسى هي تشويه أو تحويل للفرعون التاريخي. أمن‌موسه ( ج. 1200 قبل الميلاد) ، الذي تم فصله من منصبه وتم تبسيط اسمه لاحقًا إلى msy (موسى). يعتبر إيدان دودسون هذه الفرضية "مثيرة للاهتمام، ولكنها لا يمكن إثباتها". يجادل رودولف سميند بأن التفاصيل المتعلقة بموسى والتي من المرجح أن تكون تاريخية هما اسمه، من أصل مصري، وزواجه من امرأة مديانية، وهي تفاصيل يبدو من غير المرجح أن يكون قد اخترعها الإسرائيليون؛ من وجهة نظر سميند، فإن جميع التفاصيل الأخرى الواردة في السرد الكتابي مشحونة بأسطورية للغاية بحيث لا يمكن اعتبارها بيانات دقيقة.
وقد ارتبط اسم ملك موآب ميشع باسم موسى. ويرتبط ميشع أيضًا بروايات الخروج والغزو، وتشترك العديد من المواضيع في القصص عنه مع قصة الخروج وتلك المتعلقة بحرب إسرائيل مع موآب ( 2 ملوك 3 ). يتمرد موآب ضد الظلم، مثل موسى، يقود شعبه إلى خارج إسرائيل، كما فعل موسى من مصر، ويذبح ابنه البكر على سور قير حارسة كما حكم على بكر إسرائيل بالذبح في قصة الخروج، فيما وصفه اللاهوتي الكالفيني بيتر ليثارت بأنه "عيد الفصح الجهنمي الذي يسلم ميشع بينما يشتعل الغضب على أعدائه".
عُثِر على نسخة مصرية من الحكاية التي تتقاطع مع قصة موسى في مانيتون، الذي كتب، وفقًا لملخص يوسيفوس، أن أوسارسيف، كاهن هليوبوليتي، أصبح مشرفًا على مجموعة من البرصي، عندما قام أمنحتب الثالث، باتباع إشارات من قبل قام أمنحتب بن حابو بعزل جميع المصابين بالجذام في مصر من أجل تطهير الأرض حتى يتمكن من رؤية الآلهة. يتم تجميع المصابين بالجذام في أواريس، العاصمة السابقة للهكسوس حيث وصف لهم وسرساف كل ما هو محرم في مصر، وحرم كل ما هو حلال في مصر. قاموا بدعوة الهكسوس لإعادة غزو مصر، وحكموا معهم لمدة 13 عامًا - ثم اتخذ أوسرسف اسم موسى - ثم تم طردهم.
الشخصيات المصرية الأخرى التي قُدمت مرشحة لشخصية تاريخية تشبه موسى تشمل الأمراء أحمس عنخ وراموس، الذين كانوا أبناء الفرعون أحمس الأول، أو شخصية مرتبطة بعائلة الفرعون تحتمس الثالث. اقترح إسرائيل كنول تعريف موسى بإيرسو، وهو شاسو الذي، وفقًا لبردية هاريس الأول ومسلة الفنتين، تولى السلطة في مصر بدعم من "الآسيويين" (أشخاص من بلاد الشام) بعد موت الملكة تعوسرت; بعد وصوله إلى السلطة، عطل إرسو وأنصاره الطقوس المصرية، "وعاملوا الآلهة مثل الشعب" وأوقفوا تقديم القرابين للآلهة المصرية. هُزموا وطردوا في النهاية على يد الفرعون الجديد ست نخت، وأثناء فرارهم، تركوا كميات كبيرة من الذهب والفضة التي سرقوها من المعابد.

### التقليد الشفهي
الهالاخا من ناحية التعاليم التلمودية وكذلك المشنا، هي التقليد الشفوي المنسوب إلى النبي موسى، وقد ازدادت أهميته بشكل واسع بعد زوال الهيكل الثاني والكهنوت العبري وصعود اليهودية الحاخاميّة بشكل تلقائي، وقد عظّم الأحبار التقليد الشفوي، حتى اعتبروه في مراحل لاحقة جزءًا من التوراة وبات مصطلح «كل التوراة» يشير إلى قسمين التوراة المكتوبة والتقاليد الشفهية المنسوبة إلى النبي موسى، عبر سلاسل إسناد لرواة أو غيرها من طرق إثبات النسب. وقد انتشر القول بأن «كلّ التوراة هي هالاخا موسوية من سيناء»، غير أنه ولصعوبة إدراج سلاسل إسناد لكل فقرة من التقليد الشفوي بعد الفترة الطويلة الفاصلة عن النبي موسى، فقد أدخلت طريقة جديدة للتحقق من وثوقية التقليد، تعتمد على استجلاب قرينة من أساس كتابي، وبالتالي يقبل الحديث في حال اتفاقه مع أحد الآيات الكتابية بشكل صريح أو ضمني. غير أن ضخامة الهالاخا من ناحية، وبعد الفترة الزمنية عن توثيقها، قد دفع العدد من المدارس اليهودية القديمة مثل القراؤون والحديثة أيضًا، برفضها جملة وتفصيلًا، والاعتماد على التوراة المكتوبة فحسب، في استنباط أسس الشريعة.

### تمام الوحي أو استئنافه
جادلت فئة من اليهود بعد موسى باكتمال الوحي في شخصه، وتمام النبؤة في شخص خليفته يوشع بن نون، ودعيت بالسامرية، لاتخاذهم من السامرة مقرًا لهم، وتقديس جبل شكيم في الحرم المنسوب إلى إبراهيم بدلًا من الهيكل المشاد في القدس خلال عهد سليمان النبي. موقف السامريين، دفعهم لعدم الاعتراف بصحة أي سفر من أسفار الكتاب المقدس خارج أسفار موسى الخمسة. بعض المذاهب اليهودية الأخرى، التي لم ينظر إليها كمستقلة عن اليهودية كالسامريين ومنهم الصدوقيون، رفضوا بدورهم الأخذ بأي سفر خارج أسفار موسى الخمسة غير أنها شاركت بالقول بوجود النبوة فيما بعد موسى. وبكل الأحوال، فقد انقرضت المدرسة الصدوقية، التي كانت تمثل الأقلية الغنية والمثقفة في المجتمع اليهودي باندثار الهيكل الثاني عام 70، وأما السامريون فقد حافظوا على وجود ضئيل في أرض فلسطين.
عدم الاعتراف بصحة الوحي للأسفار اللاحقة للأسفار الخمسة، دفع لإنكار مفاهيم تعتبر جزءًا من الديانة اليهودية أو الديانات الإبراهيمية إجمالًا، لعدم وضوحها بنصوع في الأسفار الخمسة، فعلى سبيل المثال أنكر السامريون والصدوقيون قيامة الأجساد في اليوم الأخير لعدم وجود نص صريح في التعاليم الموسوية بذكرها، وإن استنبط رجال دين يهود وآخرون أمثال المسيح أدلة على وجودها فيها. الرأي اليهودي التقليدي، والأكثر شيوعًا، يقبل وجود أنبياء بعد موسى، ويوّقر جميع الأنبياء اللاحقين حتى ملاخي، غير أنه يعلّم أن لا تشريع بعد التوراة، فالأنبياء اللاحقين لا يمكن أن يكونوا ذوي تعليم مناقض أو مخالف للتشريع الوارد في التوراة. بكل الأحوال، يقبل اليهود وكذلك المسيحيون فكرة «الإعلان التدريجي للوحي» أي أن الإله «قد أعد بشريته تدريجيًا لاكتمال الوحي وبالتالي، فما لم يكشف بالقول على يد موسى، يكشف بالقول على يد أحد الأنبياء من بعهده في إطار تتابع الوحي»، على سبيل المثال في أحد النصوص المنسوبة إلى الإمبراطور البيزنطي ليون يدافع بأن الله «لم يتكلم إلى البشرية مرة واحدة فقط» وأنكر أن يكون «كل ما أراد الله إيصاله للجنس البشري كان قد أوحي إلى موسى»، وإن كان اليهود قد قبلوا هذا الرأي فقد تمسكوا بالرأي القائل بعدم جواز التشريع ما بعد التوراة، بل إن صحة النبوة نفسها تقاس بمدى موافقتها للتوراة.

### «نبي مثلي، له تسمعون»
تنصّ التوراة على مخاطبة موسى لإسرائيل شعبه بأنه: «يقيم لك الرّب إلهك، نبيًا من وسطك، من إخوتك، مثلي، له تسمعون»،تث 15:18] ويعود النص لذكر الخطاب الإلهي الموجه إلى موسى: «أقيم لهم نبيًا من وسط إخوتهم، مثلك، وأجعل كلامي في فمه فيكلمهم بكلّ ما أوصيه به»،تث 18:18] النصّ السابق هو من تثنية الاشتراع، أي حين كان موسى في أواخر أيامه يعدّ لخلافته، وهذا ما فهمه السامريون من النصّ، أنه إشارة إلى يشوع بن نون خليفة موسى المباشر، فالمقصود «بإخوتهم» في هذه الحالة إذًا سبط آخر غير سبط لاوي، الذي ينحدر منه موسى. غير أنّ معنى النبؤات غالبًا ما يكون ثنويًا، أي ذي معنى قريب مباشر وآخر بعيد، وهو ما يعترف به كأحد طرق «إعجاز النبوة»، لذلك فقد درج الفكر اليهودي اللاحق على اعتبارها إحدى أولى النبؤات عن «القادم الذي سيأتي» الذي أطلق عليه في القرون اللاحقة لقب المسيّا أو الماشيح؛ وقد درج الفكر الديني اليهودي في القرون اللاحقة على اعتبار «الممسوح الذي سيأتي» أي الماشيح نبيًا مثل موسى، وشبيهًا له، فكما أن موسى كان في البداية يكون مثيل له في النهاية.
في الفكر الديني المسيحي فقد تمّت النبؤة كغيرها من النبوات المسيانيّة في شخص المسيح، وقد نصّ صراحة سفر الأعمال 3: 7 على اعتبار بأن يسوع هو النبي الذي تكلّم عنه موسى، وكذلك في إنجيل يوحنا 1: 46، وهو ما قاله المسيح ذاته عن نفسه في يوحنا 5: 46-47 وفي إنجيل لوقا 24: 25 - 27. وفي اللاهوت المسيحي سيدعى المسيح «موسى الثاني» أو «موسى الجديد» اتساقًا مع ما سبق، وقد أقيمت مقارنات ومقاربات مستفيضة بين الشخصيتين. بعض فقهاء المسلمين مثل أبو الريحان البيروني قال في كتابه «الآثار الباقية عن القرون الخالية» أنّ النص يشير إلى النبي محمد، فالمقصود «بإخوتهم» في هذه الحالة القرابة من ناحية إسحاق وإسماعيل، كما عاد للفكرة ذاتها علماء مسلمون معاصرون أمثال أحمد ديدات؛ ذلك يخالف النظرة المستقرة في التراث الإبراهيمي القبل إسلامي بأن الوعد يتمّ بإسحاق لا بإسماعيل.

## في الأديان اللاحقة

### المسيحية

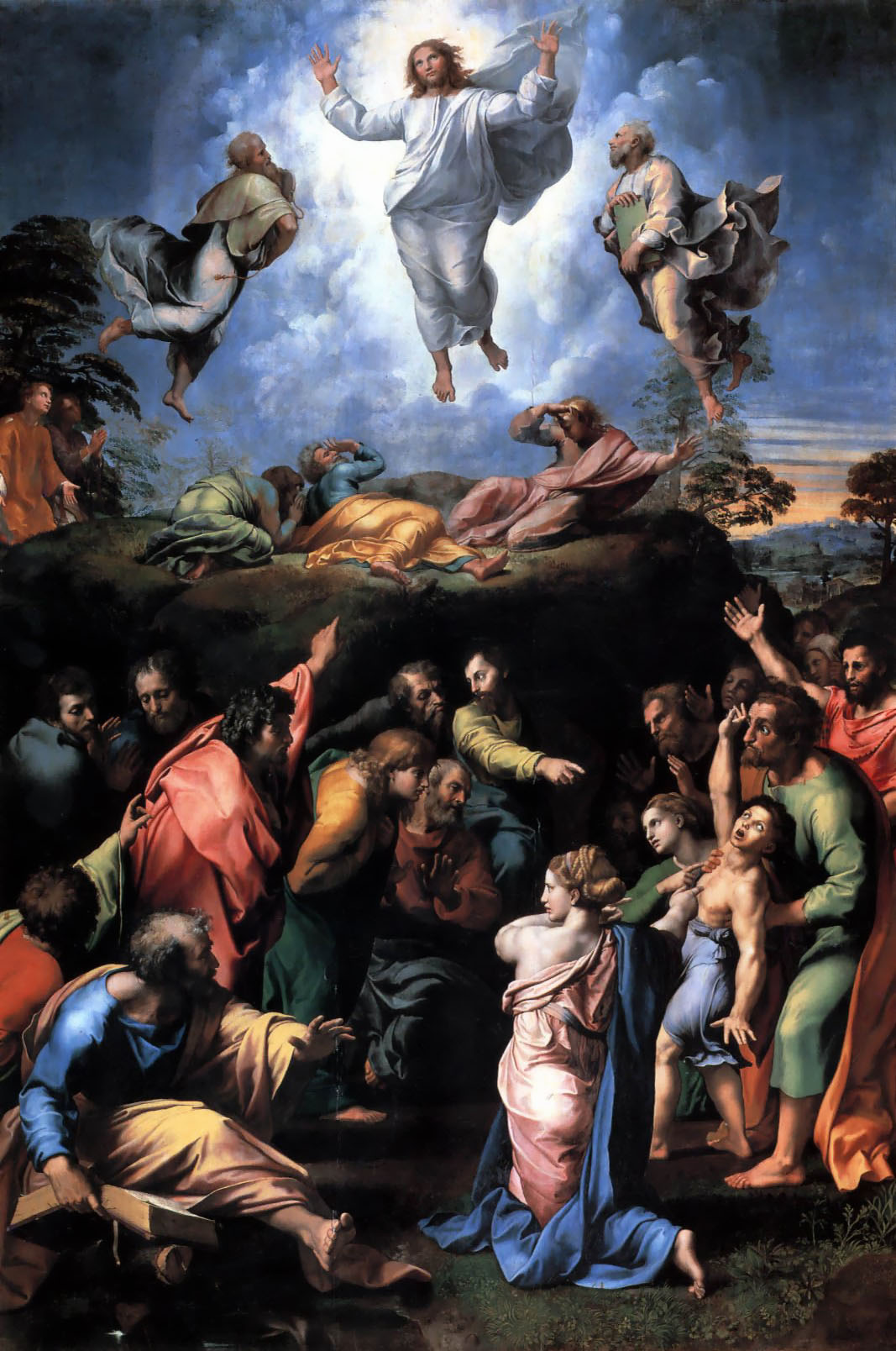
المسيح وموسى وإيليا على جبل الطور، لوحة التجلّي لرافائيل، القرن السادس عشر.

توقر المسيحية موسى وتوراته وتعتبره واحدًا من أهم الشخصيات الدينية في الفكر الديني البشري، وبينما التقليد اليهودي أشد حساسية لما في التوراة من وجه تشريعي، فإن التقليد المسيحي أشد حساسية لوجهها القصصي. لقد ولد المسيح حسب العهد الجديد كيهودي، وخاضع لشريعة موسى، وختن في يومه الثامن علامة ذلك. قدّم المسيح ذاته بوصفه متممًا لعمل موسى وسائر السابقين لا لاغيًا أو ناقضًا حسب متى 5: 17، فثبّت التوراة وبشكل خاص الوصايا العشر حسب محادثته مع الشاب الغني في متى 16: 22، وفي مثل الغني ولعازر اعتبر عدم السماع لموسى والأنبياء أحد أسباب الهلاك الأبدي حسب لوقا 16: 31؛ وخلال تجربة الجبل استشهد المسيح ثلاث مرات بسفر تنثية الاشتراع المنسوب تقليدًا إلى موسى، وفي حادثة التجلي، ظهر موسى وإيليا على جبل الطور، وهو حسب مفسرّي ودارسي العهد الجديد «تأييدًا لرسالته السماوية بوصفه المسيح، ولإظهار إتمام الشريعة وأقوال الأنبياء». حسب التفسير التطبيقي للعهد الجديد فإنّ «رسالة موسى كانت تركز على شريعة الله وعدله، بينما المسيح يركز على رحمة الله ومحبته وغفرانه. كان موسى وسيلة لإعلان الشريعة، وجاء المسيح متممًا لها، وبذلك كمل استعلان طبيعة الله وإرادته في يسوع المسيح».
في الجماعة المسيحية الأولى، اعتبر موسى أحد أهم أمثلة الإيمان المعاصر، فذكّر به بطرس في عظته الثانية حسب الأعمال 3: 21-26، وأشاد به استفانوس «أول الشهداء المسيحيين» في عظته ملخصًا رواية حياته حسب الأعمال 7: 24-44؛ أما في الرسالة إلى العبرانيين 11، فقد ذكر موسى ضمن أعظم نماذج الإيمان البشري، وأخيرًا فإن سفر الرؤيا يقيم موازنة رؤيوية بين أحداث موسى ونهاية العالم، فالنكبات التي تصيب عبدة الشياطين والأوثان مأخوذة من ضربات مصر، والمشتركون في انتصار المسيح على الشيطان ينشدون هم أيضًا نشيد موسى، ووصف السفر لزوال البحر وظهور العالم الجديد شبيه بعبور البحر الأحمر. وبينتجة هذه المكانة فقد عاد آباء الكنيسة والمسيحيون إلى موسى في كثير من العظات وفي شرح التعليم المسيحي والوصايا العشرة، إلى جانب التأثير الليتورجي من خلال قراءة نصوص توراتية في مختلف المناسبات المسيحية أبرزها نصوص من سفر الخروج في صلاة الفصح في الليتورجيا البيزنطية والليتورجيا الرومانية. وتخصص الكنيسة الكاثوليكية والأرثوذكسية الشرقية يوم 4 سبتمبر، باعتباره يومًا خاصًا باستذكار موسى.
يضيف المذهب المورموني إلى النظرة المسيحية العامة إلى موسى، بإضافة كتاب خاص هو كتاب موسى، والذي يعتبر جزءًا من الكتاب الإضافي على الكتاب المقدس، والذي يشكل القانون الديني للمورمون. يعتقد المورمون بأن موسى انتقل بجسده إلى السماء دون أن يذوق الموت خلافًا للتراث السابق الذي ينصّ على نقل جسده بعد وفاته، في 3 أبريل 1836 قال جوزيف سميث، مؤسس المذهب، أن موسى قد ظهر له في كيرتلاند الواقعة في ولاية أوهايو.

### الإسلام

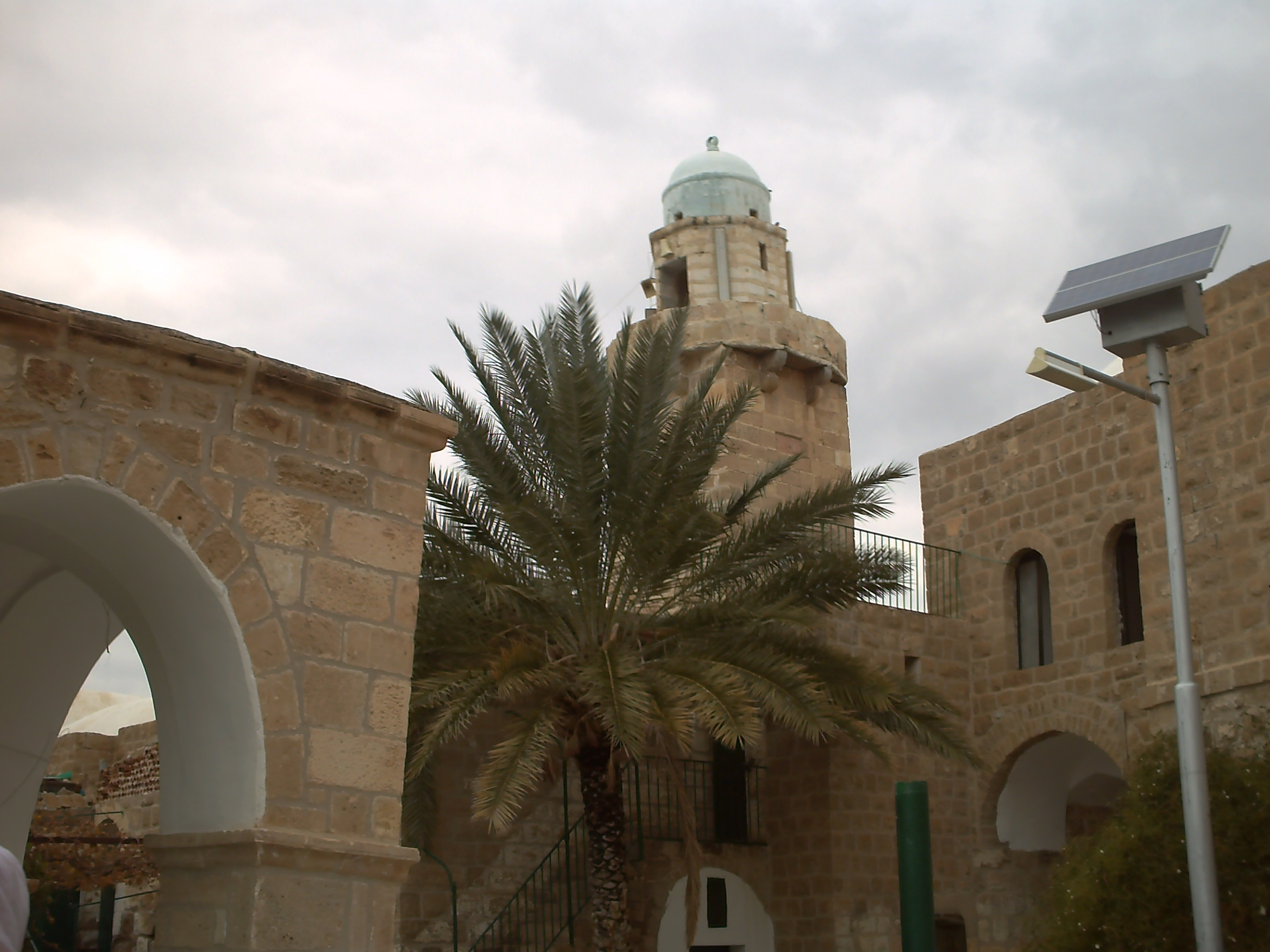
مقام النبي موسى، أريحا.

يُعتبر موسى في الإسلام نبيًا من أولي العزم، وهو أكثر الشخصيات ذكرًا في القرآن، وقد ذكر فيه 136 مرة في 17 مقطع يتناول سيرته موزعة على عدد كبير من السور. اعتبر الإمام محمد الغزالي انّ «الإسلام هو يهودية موسى ونصرانية عيسى معًا، وهدايات رسل الله الأكرمين جميعًا»، كما اعتبر محمد حسين هيكل في كتابه «حياة محمّد» أنّ «تعاليم موسى وعيسى تنتهي في جوهرها إلى ما تنته إليه تعاليم محمد في جوهرها»، رغم ذلك تعتبر رسالة موسى مؤقتة ومخصوصة، إذ نسخت بالبعثات اللاحقة، وقد ورد في الحديث: «والذي نفسي بيده لو أصبح اليوم فيكم موسى ثم اتبعتموه وتركتموني لضللتم، أنتم حظي من الأمم وأنا حظكم من الأنبياء».
فيما يخصّ مقام النبي موسى، فإن بعض الروايات ترجعه إلى جبل نبو «الكثيب الأحمر»، والبعض الآخر إلى أريحا في الضفة الغربية حيث يوجد مسجد كبير على اسم مقام النبي موسى.

#### القرآن
بعض سور القرآن تحوي ذكرًا بشكل صريح للتعاليم الموسوية، على سبيل المثال، قال الشهرستاني في تفسير سورة الأعلى ومواضع أخرى مثل أجزاء من سورة النجم بأنّ «القرآن قد بيّن ما اشتملت عليه هذه الصحف - صحف موسى -، وهو ما اشتملت عليه هذه السورة»، كما قال الجلالان في تفسيرهما بأن القرآن يشمل «زبدة ما فيهما من العقائد والأحكام الكلية». حسب رأي جمهور مفسري القرآن، فإن الله يقسم مرتين بطور سيناء، حيث تلقى موسى ألواح الشريعة، وذلك في الآية الأولى من سورة الطور: ﴿وَالطُّورِ﴾، والآية الثانية من سورة التين: ﴿وَطُورِ سِينِينَ﴾. رواية موسى في القرآن، تتشابه في خطوطها العريضة مع الرواية التوراتية، كالانتشال من الماء، والحديث في الوادي المقدّس، وتسلط فرعون، وتسخير واستعباد بني إسرائيل، وضربات مصر، والخروج، وعبور البحر الأحمر، وعبادة العجل، والتيه، منثورة في مختلف سور القرآن. هناك بعض الاختلافات الظاهرة في التفاصيل مثل كون زوجة فرعون آسية بن مزاحم لا ابنته هي من قامت بتربية موسى بعد انتشاله من النهر، كما يحوي القرآن، روايات أخرى ليس لها سابقة كتابية مثل رغبة فرعون في بناء برج ليرى إله موسى كما في الآية 38 من سورة القصص: ﴿وَقَالَ فِرْعَوْنُ يَا أَيُّهَا الْمَلَأُ مَا عَلِمْتُ لَكُم مِّنْ إِلَهٍ غَيْرِي فَأَوْقِدْ لِي يَا هَامَانُ عَلَى الطِّينِ فَاجْعَل لِّي صَرْحًا لَّعَلِّي أَطَّلِعُ إِلَى إِلَهِ مُوسَى وَإِنِّي لَأَظُنُّهُ مِنَ الْكَاذِبِينَ﴾، وحديثه مع فتاه في سورة الكهف من الآية 60: ﴿وَإِذْ قَالَ مُوسَىٰ لِفَتَاهُ لَا أَبْرَحُ حَتَّىٰ أَبْلُغَ مَجْمَعَ الْبَحْرَيْنِ أَوْ أَمْضِيَ حُقُبًا﴾ إلى الآية 82: ﴿وَأَمَّا الْجِدَارُ فَكَانَ لِغُلَامَيْنِ يَتِيمَيْنِ فِي الْمَدِينَةِ وَكَانَ تَحْتَهُ كَنزٌ لَّهُمَا وَكَانَ أَبُوهُمَا صَالِحًا فَأَرَادَ رَبُّكَ أَن يَبْلُغَا أَشُدَّهُمَا وَيَسْتَخْرِجَا كَنزَهُمَا رَحْمَةً مِّن رَّبِّكَ ۚ وَمَا فَعَلْتُهُ عَنْ أَمْرِي ۚ ذَٰلِكَ تَأْوِيلُ مَا لَمْ تَسْطِع عَّلَيْهِ صَبْرًا﴾.

#### الحديث
في الأحاديث النبوية، ورد ذكر النبي موسى في مجموعة من الأحاديث؛ ففي رواية الإسراء والمعراج الإسلامية، أن النبي محمد قابل من سَبقه من الأنبياء ومن بينهم موسى، وأمّهم في الصلاة، وتحادثوا في موعد الساعة؛ ووصفه بأنّه كان «رجلاً آدم، طوّالاً جعدًا، كأنّه من رجال شنوءة»، (أي أنه رجلًا أسمرَ اللون، طويلًا مجتمع الجسم، يُشبه قوم أزد شنوءة)، وكان موسى في الحادثة نفسها «قائمًا يصلّي في قبره». وفي السياق نفسه، فقد أوردت بعض الأحاديث اقترانًا بين النبي ومن سَبقه، فورد في الحديث بأنه كما أعطي موسى الألواح، أعطي محمّد سبعًا من مثاني القرآن، وفي رواية أخرى أن النبي موسى حصل على اثنين بينما النبي محمّد حصل على سبعة، من أصل ثمانية؛ وفي رواية وردت في الصحيحين أنّ ورقة بن نوفل قد أقرّ بنبوة محمّد وزيارة الملاك جبريل له في بدء الوحي بأن: «قد جاءك الناموس الأكبر الذي جاء موسى». أما الأحاديث المتعلقة بالأخرويات في الإسلام، فمنها ما ورد عن أبي هريرة بأنه عندما سأل الصحابة النبي عند النفخ في الصور يوم القيامة أجاب: «لا تخيروني على موسى، فإن الناس يصعقون فأكون أول من يفيق، فإذا موسى باطش بجانب العرش، فلا أدري أكان فيمن صعق فأفاق قبلي، أو كان ممن استثنى الله»؛ وفي حديث آخر بأن موسى سيرفض الشفاعة بالناس يوم القيامة.
أحد الأحاديث الواردة في صحيح البخاري، ويُسمى حديث المنزلة، ينصّ أن النبي محمَّد خاطب علي بن أبي طالب بقوله: «أنت مني بمنزلة هارون من موسى إلا أنه لا نبي بعدي»، وهو مما استدلت عليه الشيعة في أحقيّة أهل البيت بالإمامة. أما صوم يوم عاشوراء، فأصله ما ورد في حديث بكون «أن النبي ﷺ قدم المدينة فوجد اليهود صيامًا يوم عاشوراء، فقال لهم رسول الله ﷺ: ما هذا اليوم الذي تصومونه؟، فقالوا: هذا يوم عظيم أنجى الله فيه موسى وقومه، وغرق فيه فرعون وقومه، فصامه موسى  شكرًا، فنحن نصومه. فقال رسول الله ﷺ: فنحن أولى وأحق بموسى منكم. فصامه رسول الله ﷺ وأمر بصيامه»؛ وفي حديث ورد في سنن البيهقي أنّ النبي علمّ دعاء موسى عند شقّ البحر: «اللهم لك الحمد، وإليك المشتكى، وبك المستغاث، وأنت المستعان، ولا حول ولا قوة إلا بالله».

### البهائية
في البهائية، يعتبر موسى نبيًا من أنبياء الله، حمل رسالته إلى بني إسرائيل، وقدّم شريعة ملائمة لثقافة عصره من عادات وتقاليد وقوانين، ممهدًا بذلك الطريق لبهاء الله. يوصف موسى في البهائية أيضًا، بوصفه «كليم الله».

## في الثقافة الهيلينية

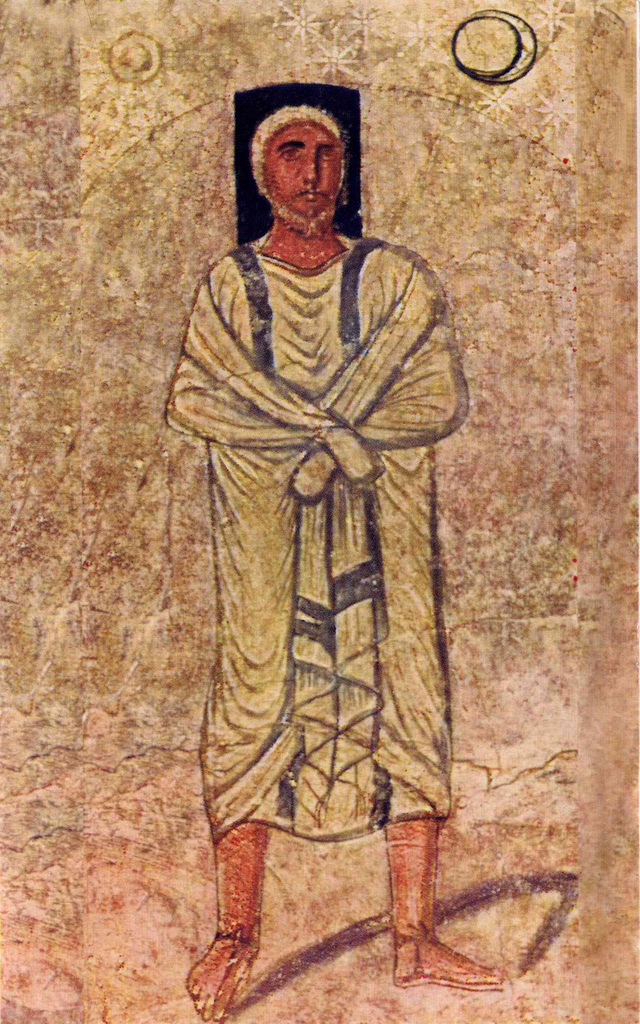
موسى ضمن جداريات كنيس دورا أوربوس قرب دير الزور، أقدم كنيس باقي في العالم.

في القرن الرابع قبل الميلاد أصبح الحوض الشرقي للبحر المتوسط خاضعًا لليونان ممثلين بالإمبراطورية السلوقية ومن ثم الرومان ممثلين بالإمبراطورية الرومانية، وانتشرت إثر ذلك الثقافة الهيلينية في مختلف أنحاء الشرق الأوسط. منذ بداية الفترة الهيلينية أشير إلى النبي موسى، بنظرات تفاوتت بين المؤرخين والفلاسفة اختلافًا نشأ من طبيعة النظرة إلى الديانة اليهودية أساسًا.

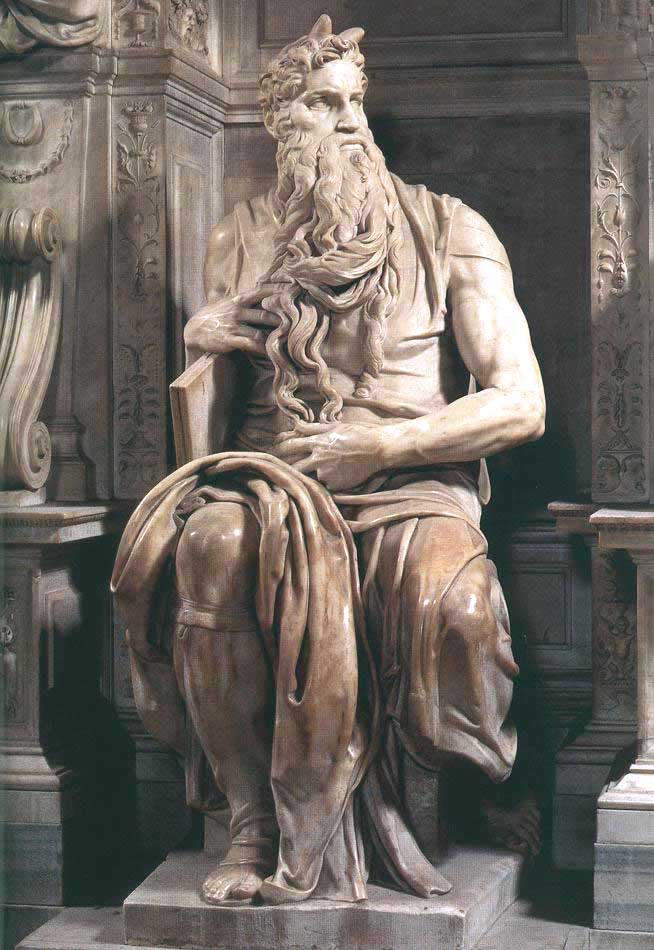
تمثال موسى بنحت مايكل آنجلو، من أعمال عصر النهضة الشهيرة.

أقدم الإشارات إلى موسى في الأدب الهيليني هي إشارة هيكاتيتوس في القرن الرابع قبل الميلاد، ولعلّه نقلها عن آراء سابقيه، وصف فيها موسى «بالقائد الحكيم والشجاع الذي ترك مصر واستعمر منطقة يهوذا»، ومن بين الإنجازات التي ذكرها المؤرخ عن موسى كانت تأسيس المدن، وتنظيم الحياة والعبادة الدينية وإصدار القوانين، «لم يكن موسى رجلاً عظيمًا من الناحية الروحيّة فحسب، بل من الناحية المدنية أيضًا». المؤرخ الآخر الذي تناول موسى هو اليهودي الإسكندري آرتابانوس في القرن الثاني قبل الميلاد، وقد علّق اللاهوتي جون باركلي على رواية آرتابانوس لحياة موسى بوصفها «يحمل فيها موسى مصير اليهود بروعة، في حياته الشخصية والثقافية والعسكرية، مما يجلب الثقة للشعب اليهودي كله»؛ واتفاقًا مع المدراش يذكر المؤرخ إقامة موسى في أثيوبيا وانخراطه في جيشها، ويجعل من يثرون حاكمًا لمديان المنطقة التي هرب إليها موسى. أما سترابو، وهو من مشاهير المؤرخين والجغرافيين والفلاسفة في القرن الأول، فقد تناول رغم كونه يونانيًا حياة موسى في التفصيل، واعتبره مصريًا استنكر الأوضاع التي كانت سائدة في مصر، وجذب كثيرًا من الأتباع الذي كنّوا الاحترام لإلهه، يكتب سترابو أن موسى قد اعترض على الديانة الفرعونية بتصوير الإله بشكل إنسان أو حيوان، وكان مقتنعًا بأن الإله كان كيانًا شاملًا لكل شيء؛ ويروي سترابو الخروج الذي قاده موسى نحو المكان «الذي تقف القدس فيه الآن»، حسب بعض النقاد فإنّ سترابو «قدّم تقديرًا إيجابيًا وصريحًا لشخصية موسى كثيرًا، وهو الأكثر تعاطفًا معه في كل الأدب القديم»، وقد وصف موسى بكونه «رجل برع في الحكمة والشجاعة».
المؤرخ الروماني الآخر تاسيتس، وهو سميّ سترابو في القرن الأول للميلاد، عرج على موسى والديانة اليهودية دون الغوص في تفاصيلها، وقال بأنّ التوحيد هو العمل الأساسي لموسى والفلسفة اليهودية إجمالًا حيث «سقطت الأساطير الوثنية وتحولت إلى الازدراء»، حسب روايته فإن معظم المصادر التي يعرفها تؤكد وجود الخروج من مصر الذي قام به موسى، ويذكر أن موسى طرده بعد أن انتشر طاعون كلعنة، وأنه نفى اليهود إثر ذلك، يقول تاسيتوس أن موسى حشد الجمع المتنافر في الصحراء، وبدلًا من تركهم منبوذين، متابكين، ومكتوفي الأيدي، قام واحد منهم هو موسى، بحثهم على عدم البحث على مساعدة من الآلهة أو البشر، لأن الجميع قد تخلى عنهم، وبدلًا من ذلك عززّ ثقة المجموعة بنفسها إلى حد ما، وجعلها منفتحة على التوجيه الإلهي، بهدف الخروج من المحنة الحالية.
أما لونجينوس، وهو أحد كبار النقّاد الأدبيين في الحقبة اليونانية الكلاسيكية، فبعد اطلاعه على الترجمة السبعينية اليونانية للتوراة، لم يذكر موسى بالاسم وإنما يقول أن «المشرع من اليهود» الذي ذكره شيشرون وسواه قد نال «كثيرًا جدًا من الإعجاب حتى من الكتّاب والأدباء اليونانيين، الذين نظروا إليه نظرة احترام»؛ أخيرًا فإن يوسفوس من القرن الأول أيضًا، وهو من يهود الإسكندرية، جاء على ذكر موسى متواترًا طوال كتابته، وذكر تابوت العهد - الذي صيغ بأمر موسى - ولوحي الوصايا العشر - اللذين حفرا وسُلما لموسى عندما كالمه الله في جبل سيناء. أما نومينيوس، الفيلسوف السوري من مواليد أفاميا والذي درس في القرن الثاني حياة موسى، وسواه من الأنبياء، وحتى المسيح بشكل مفصل، فيكون بذلك أول فيلسوف يوناني يعترف به صراحة كدارس للكتاب المقدس. وقد أطرى على موسى، ووصفه بأنه أفلاطون بني قومه، وخاطبه بلفظ «نبي». أما جستن الشهيد، وهو أحد آباء الكنيسة من أوائل القرن الثاني، فقد قال أنه «أول معلمينا في الدين».

## في الثقافة المعاصرة
شكّل النبي موسى موضوعًا لعدد من الروايات والأفلام والنشاطات الثقافية في العصور الحديثة، الروائي توماس مان في روايته جداول القانون أعاد تشكيل قصة الخروج من مصر مركزًا على شخصية موسى؛ فرويد في كتابه موسى والتوحيد الصادر عام 1939 اعتبر أن موسى كان من النبلاء المصريين الذين اتبعوا ديانة أخناتون، وأنه ليس عبريًا، ما جلب عليه انتقادات واسعة لاسيّما من قبل اليهود؛ في رأي فرويد بأن «اليهودية هي ديانة الآب، وبالتالي فالمسيحية هي ديانة الابن». بكل الأحوال، فإن المعارضة الأساسية لفكرة فرويد أتت لعدم وجود تشابه بين الديانة اليهودية والديانة الفرعونية.
في ثقافة الولايات المتحدة الرسميّة، فإن التركيز يبدو بإظهار موسى كمشترع، في مكتبة الكونغرس نُصب تمثال كبير لموسى النبي إلى جانب تمثال للقديس بولس، في مبنى الكابيتول وضعت صور أعظم 23 مشترع في تاريخ البشرية ومن ضمنهم موسى على لوحات من الرخام؛ كما أنه يظهر ثمانية مرات في سقف القاعة الكبرى المحكمة الدستورية العليا، إلى جانب سليمان، وآلهة قديمة مثل زيوس، ومنيرفا. الأعمال الفنية خارج الولايات المتحدة لعلّ أشهرها هو تمثال مايكل آنجلو للنبي موسى المحفوظ في كنيسة القديس بطرس في روما، كما توجد العديد من الكنائس، والمنحوتات والأيقونات التي تظهره تكريمًا في مختلف مناطق العالم. في فلسطين يقوم الفلسطينيون في القدس الشرقية قبيل أعياد الفصح سنويًا بإحياء ما يعرف «موسم النبي موسى» والذي يعود تاريخ الاحتفال به لما يربو عن تسعة قرون من فترة حكم صلاح الدين الأيوبي، ويترافق مع احتفالات كبيرة.
في السينما، أنتج أول فيلم عن موسى وكان صامتًا على يد ثيودور روبرتس عام 1932 بعنوان الوصايا العشر، وقد أعيد إنتاجه مجددًا عام 2006. في عام 1975، عرض مسلسل تلفزيوني في الولايات المتحدة باسم موسى المشرع، في عام 1981 أنتجت سلسلة أفلام تاريخ العالم حسب رواية الكتاب المقدس، يظهر موسى في الجزء الأول منها ويقوم بدوره ميل بروكس؛ في عام 2007 أنتج فيلم رسوم متحركة باسم الوصايا العشر؛ وكان قد سبقه في ميدان الرسوم المتحركة فيلم أمير مصر، المنتج عام 1998.
لم تخل شخصية موسى من النقد، وقد اعتبرها توماس باين أواخر القرن الثامن عشر بعد أن درس «قوانين موسى في عصر العقل» بأنّ «شخصية موسى كما جاءت في الكتاب المقدس، أكثر بشاعة مما يمكن أن يتصور»؛ في القرن التاسع عشر كتب الملحد روبرت إنجرسول: «إن كل جاهل، سيئ السمعة، لا قلب له، يستوحي من أسفار موسى الخمسة، التي هي أخطاء موسى»، في عام 2000 كسابقه توماس باين قال ريتشارد دوكينز معلقًا على المعارك التي واجهت بني إسرائيل خلال مرحلة الخروج كما في سفر العدد 31 بأن «موسى ليس قدوة عظيمة لعلماء الأخلاق الحديثة».

## مواقع خارجية
- موسى، أصل اليهود
- موسى، كليم الله - الأنبا تكلا.
- قصة سيدنا موسى - موقع قصة الإسلام.
- van der Toorn، Karel؛ Becking، Bob؛ van der Horst، Pieter Willem (1999)، Dictionary of Deities and Demons in the Bible، Brill، ISBN:978-90-04-11119-6، مؤرشف من الأصل في 2019-12-22، اطلع عليه بتاريخ 2013-05-05